# Le Saint (Morbihan)
Pour les articles homonymes, voir Le Saint.
Le Saint [lə sɛ̃], ou Ar Sent en breton, est une commune française, située dans le département du Morbihan en région Bretagne.

## Toponymie
Le Saint est mentionné pour la première fois dans le cartulaire de l'abbaye de Landévennec. Il y est question de Ego Gradlonus do S. Wingualoeo... in Gurvreœn Lan Sent, c'est-à-dire de « moi, Gradlon de saint Guénolé... l'église de Le Saint en Gourin », puis sous les formes Sent en 1426 (sent, pluriel de sant « saint », correspondant à la forme bretonne du toponyme), Ar Sent en 1465 et 1482, Seins puis Sainct en 1546. 
Le Saint fait référence à saint Guénolé et tire son nom de l'implantation, dès le Ve siècle, des bénédictins de Landévennec.
En breton, on dit Ar Sent.

## Géographie

### Localisation

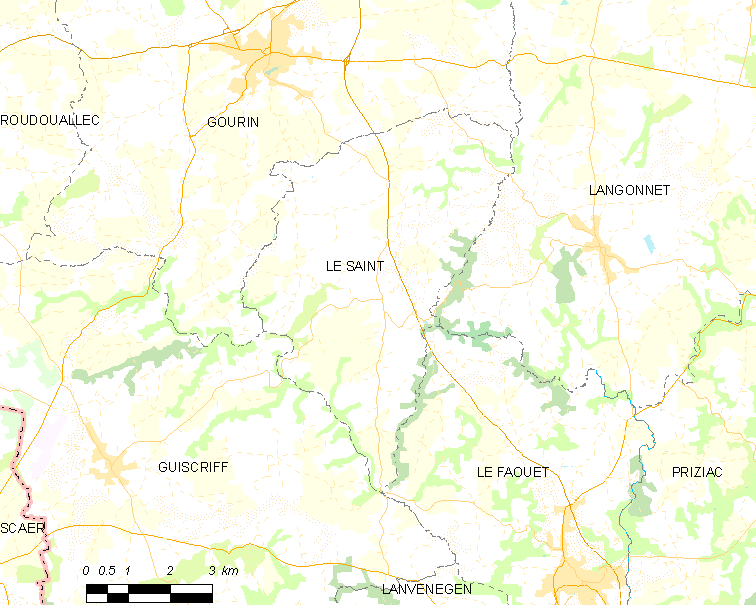
Le Saint et les communes avoisinantes.

Le Saint est une commune rurale appartenant à la partie cornouaillaise du Morbihan. Le Bourg du Saint est situé au nord de Quimperlé (24,1 km à vol d'oiseau), au nord-ouest de Lorient (41,0 km à vol d'oiseau), à l'est de Quimper (41,8 km à vol d'oiseau) et à l'ouest de Pontivy (44,2 km à vol d'oiseau). La préfecture du Morbihan est à 76,8 km à vol d'oiseau tandis que la capitale Paris est à 443,6 km. La commune est traversée par la D 769 (axe Lorient-Roscoff) qui contourne le bourg par le nord-est.
| - Carte en couleurs de la commune du Saint. |

| Gourin    |       | Langonnet |
|           | Saint |           |
| Guiscriff |       | Le Faouët |

Le Saint est limité au nord et à l'ouest par Gourin, au sud par l'Inam, qui le sépare de Guiscriff, et à l'est par le ruisseau du Moulin-du-Duc, qui le sépare du Faouët et de Langonnet.

### Relief et hydrographie
La commune s'étend au sud des montagnes Noires. Son territoire est délimité par le ruisseau de Menguionnet à l'ouest (limite avec la commune de Gourin), la rivière Inam au sud (limite avec la commune de Guiscriff) et le ruisseau du moulin du Duc à l'est (limite avec les communes de Langonnet et Le Faouët). Ces deux derniers cours d'eau coulent au fond de vallées profondément encaissées et se rejoignent à l'extrémité sud de la commune au lieu-dit Pont-Briand.
| - Carte topographique de la commune de Le Saint. |

### Hydrographie
Pour un article plus général, voir Réseau hydrographique du Morbihan.
La commune est située dans le bassin Loire-Bretagne. Elle est drainée par l'Inam ou Stêr Laër, le Moulin du Duc, le Moulin Guilliou, le ruisseau de Menguionnet et divers autres petits cours d'eau,.
L'Inam, d'une longueur de 34 km, prend sa source dans la commune de Gourin et se jette  dans l'Ellé à Lanvénégen, après avoir traversé cinq communes. 
Le Moulin du Duc, d'une longueur de 17 km, prend sa source dans la commune de Langonnet et se jette  dans l'Inam à Guiscriff, après avoir traversé cinq communes. 

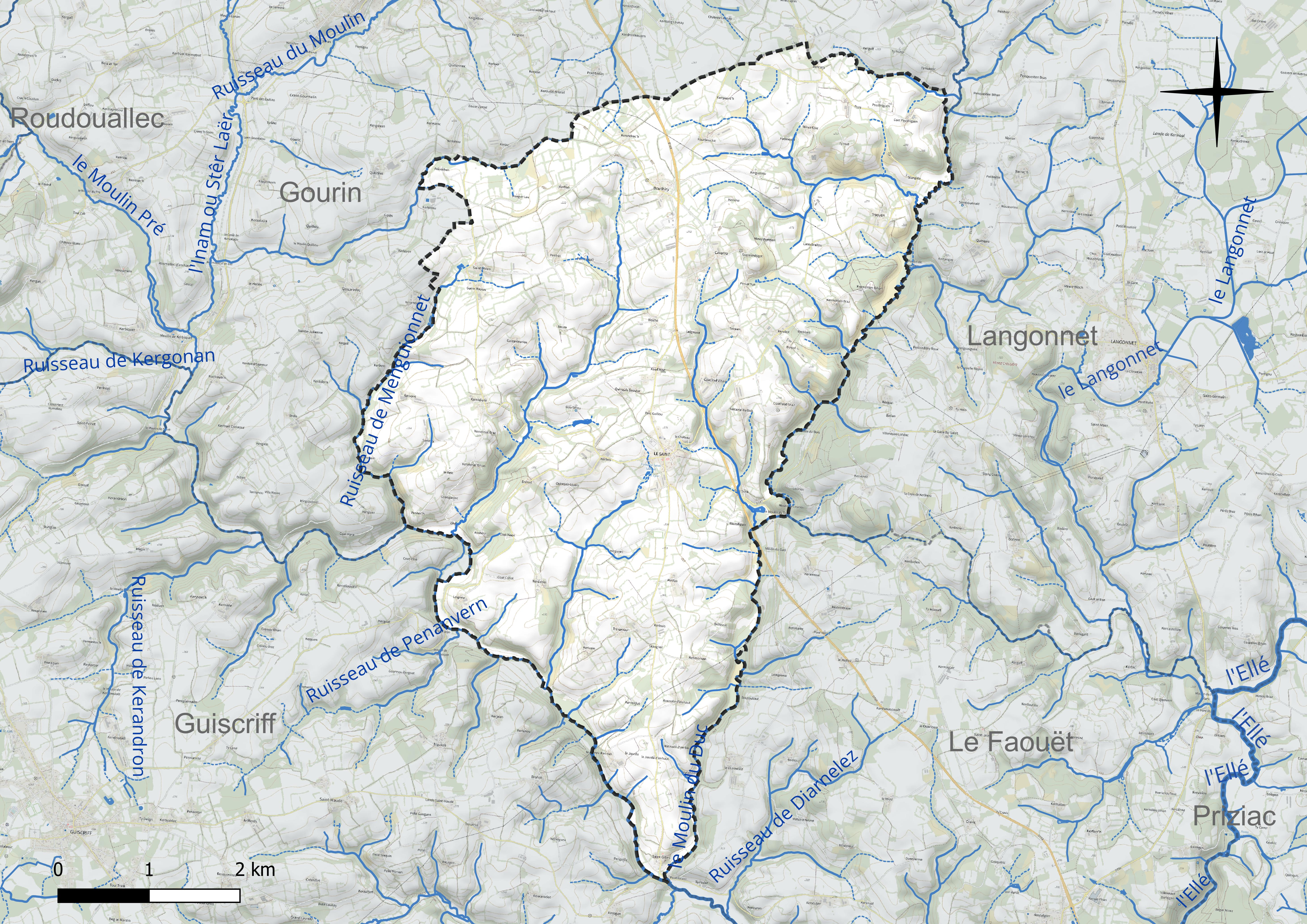
Réseau hydrographique du Saint.

### Climat
Pour des articles plus généraux, voir Climat de la Bretagne et Climat du Morbihan.
En 2010, le climat de la commune est de type climat océanique franc, selon une étude du CNRS s'appuyant sur une série de données couvrant la période 1971-2000. En 2020, Météo-France publie une typologie des climats de la France métropolitaine dans laquelle la commune est exposée à un climat océanique et est dans la région climatique  Bretagne orientale et méridionale, Pays nantais, Vendée, caractérisée par une faible pluviométrie en été et une bonne insolation. Parallèlement l'observatoire de l'environnement en Bretagne publie en 2020 un zonage climatique de la région Bretagne, s'appuyant sur des données de Météo-France de 2009. La commune est, selon ce zonage, dans la zone « Monts d'Arrée », avec des hivers froids, peu de chaleurs et de fortes pluies.  
Pour la période 1971-2000, la température annuelle moyenne est de 11,1 °C, avec une amplitude thermique annuelle de 11,8 °C. Le cumul annuel moyen de précipitations est de 1 211 mm, avec 16,2 jours de précipitations en janvier et 8,2 jours en juillet. Pour la période 1991-2020, la température moyenne annuelle observée sur la station météorologique la plus proche, située sur la commune de Guiscriff à 7 km à vol d'oiseau, est de 11,6 °C et le cumul annuel moyen de précipitations est de 1 365,6 mm,. Pour l'avenir, les paramètres climatiques de la commune estimés pour 2050 selon différents scénarios d’émission de gaz à effet de serre sont consultables sur un site dédié publié par Météo-France en novembre 2022.

### Paysages et habitat
Le paysage agraire traditionnel est le bocage avec un habitat rural dispersé en écarts formés de hameaux ("villages") et fermes isolées. 

## Urbanisme

### Typologie
Au 1er janvier 2024, Le Saint est catégorisée commune rurale à habitat très dispersé, selon la nouvelle grille communale de densité à sept niveaux définie par l'Insee en 2022.
Elle est située hors unité urbaine. Par ailleurs la commune fait partie de l'aire d'attraction de Gourin, dont elle est une commune de la couronne,. Cette aire, qui regroupe 3 communes, est catégorisée dans les aires de moins de 50 000 habitants,.

### Occupation des sols
Le tableau ci-dessous présente l'occupation des sols détaillée de la commune en 2018, telle qu'elle ressort de la base de données européenne d’occupation biophysique des sols Corine Land Cover (CLC). Le bocage a été en grande partie préservé et occupe près de la moitié du territoire communal.
| Type d’occupation                                                                   | Pourcentage | Superficie (en hectares) |
| ----------------------------------------------------------------------------------- | ----------- | ------------------------ |
| Terres arables hors périmètres d'irrigation                                         | 22,1 %      | 693                      |
| Prairies et autres surfaces toujours en herbe                                       | 17,9 %      | 559                      |
| Systèmes culturaux et parcellaires complexes                                        | 45,9 %      | 1436                     |
| Surfaces essentiellement agricoles interrompues par des espaces naturels importants | 5,3 %       | 167                      |
| Forêts de feuillus                                                                  | 4,2 %       | 131                      |
| Forêts mélangées                                                                    | 3,0 %       | 93                       |
| Forêt et végétation arbustive en mutation                                           | 1,6 %       | 51                       |
| Source : Corine Land Cover                                                          |             |                          |

| - Carte des infrastructures et de l'occupation des sols de la commune du Saint en 2018 (CLC). - Carte orthophotographique de la commune du Saint |

### Morphologie urbaine
Outre le bourg, qui constitue l'agglomération principale, la population se répartit dans environ 85 lieux-dits ou écarts.La plupart des noms des lieux-dits de la commune sont bretons et leur existence est attesté depuis au moins le XVe siècle.

### Habitat
La commune a conservé une partie de son habitat ancien, notamment dans le Bourg.

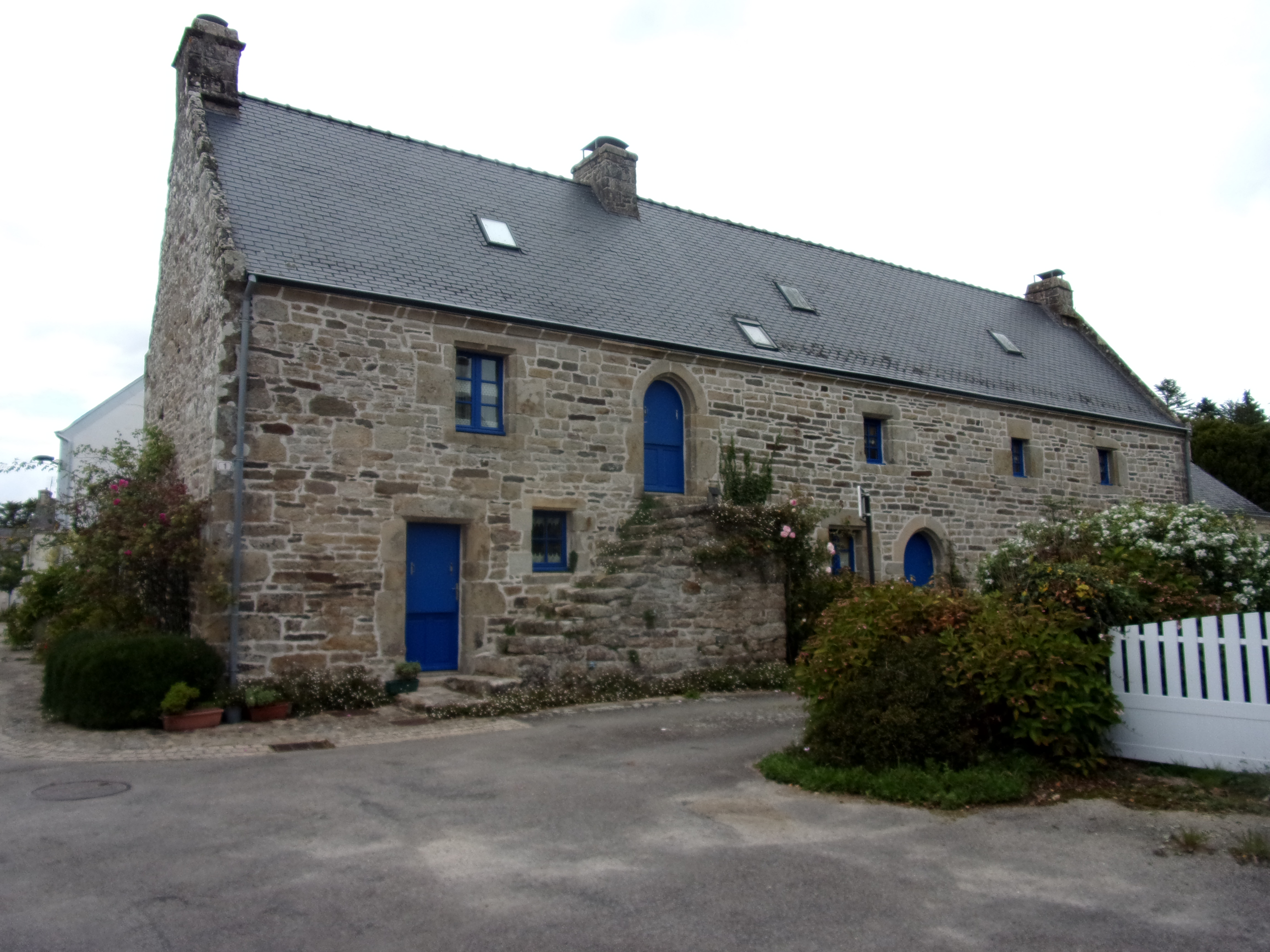
Maison allongée constituée de trois logis accolés située dans le bourg.
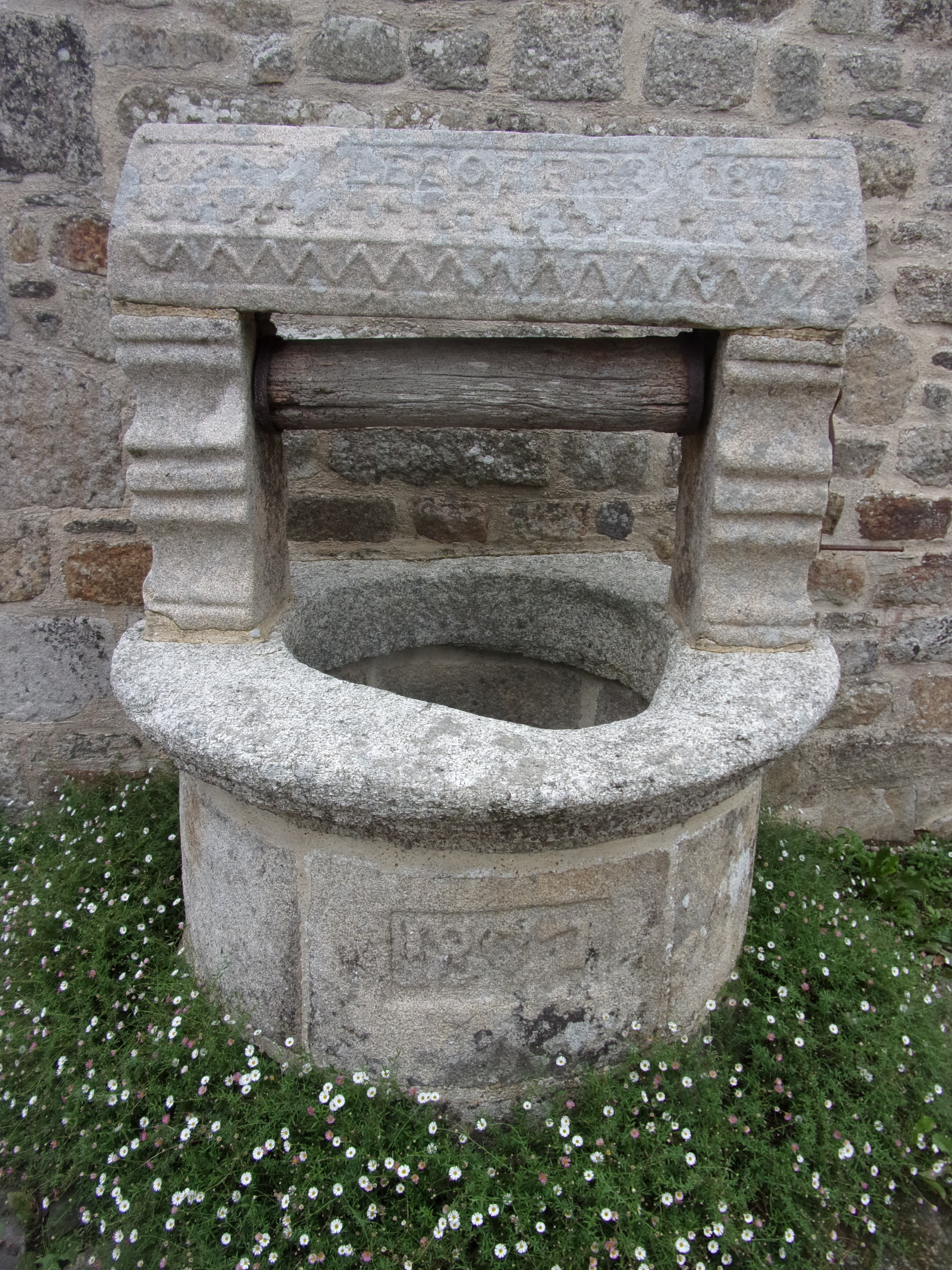
Puits orné de moulures situé près de l'ancien presbytère. On peut lire l'inscription : le 8 octobre Le Goff recteur 1808.
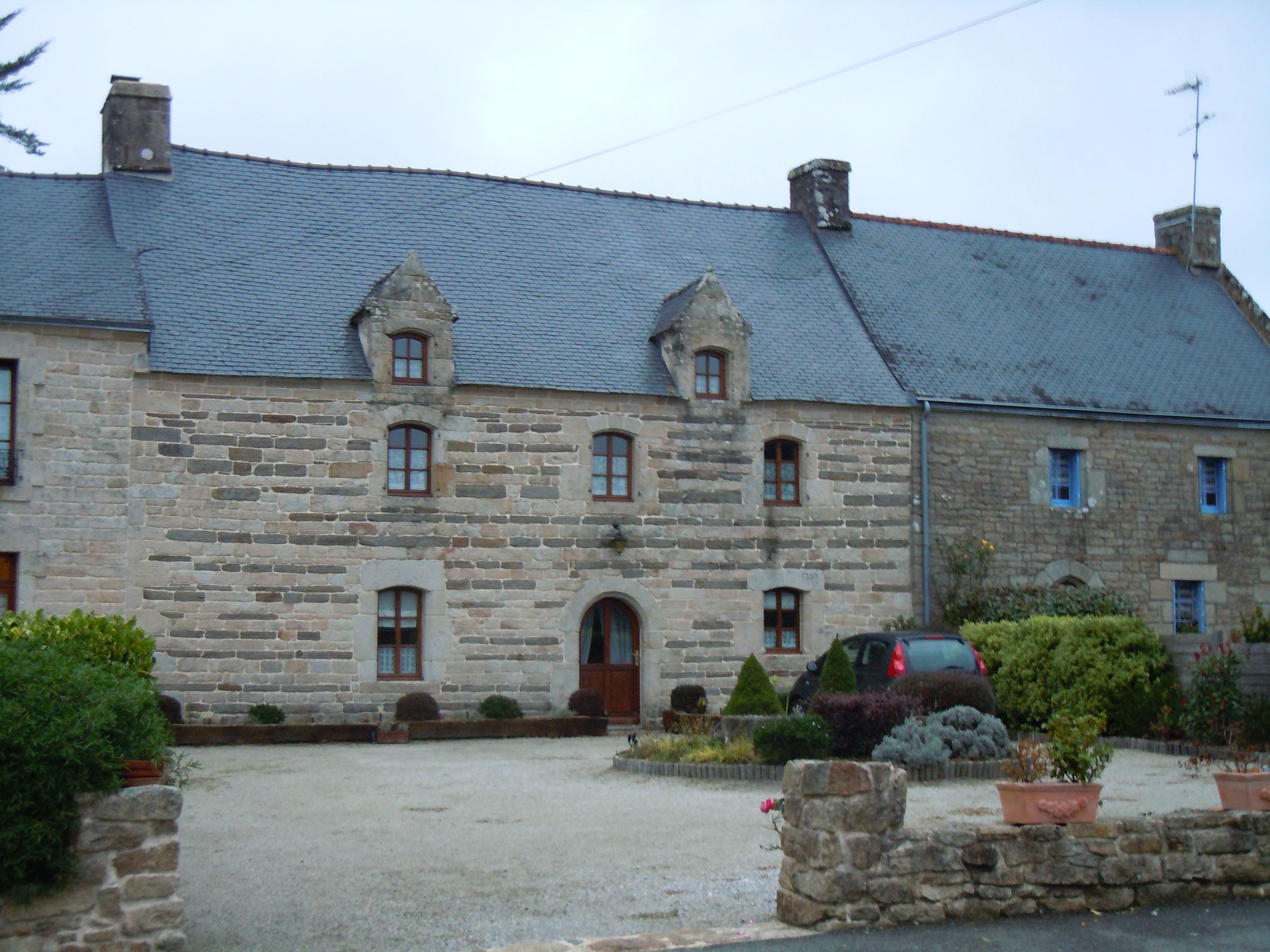
Maison en schiste et granite du village de Breniel (Elle porte les dates 1789 et 1840).

## Histoire

### Origines et Moyen Âge

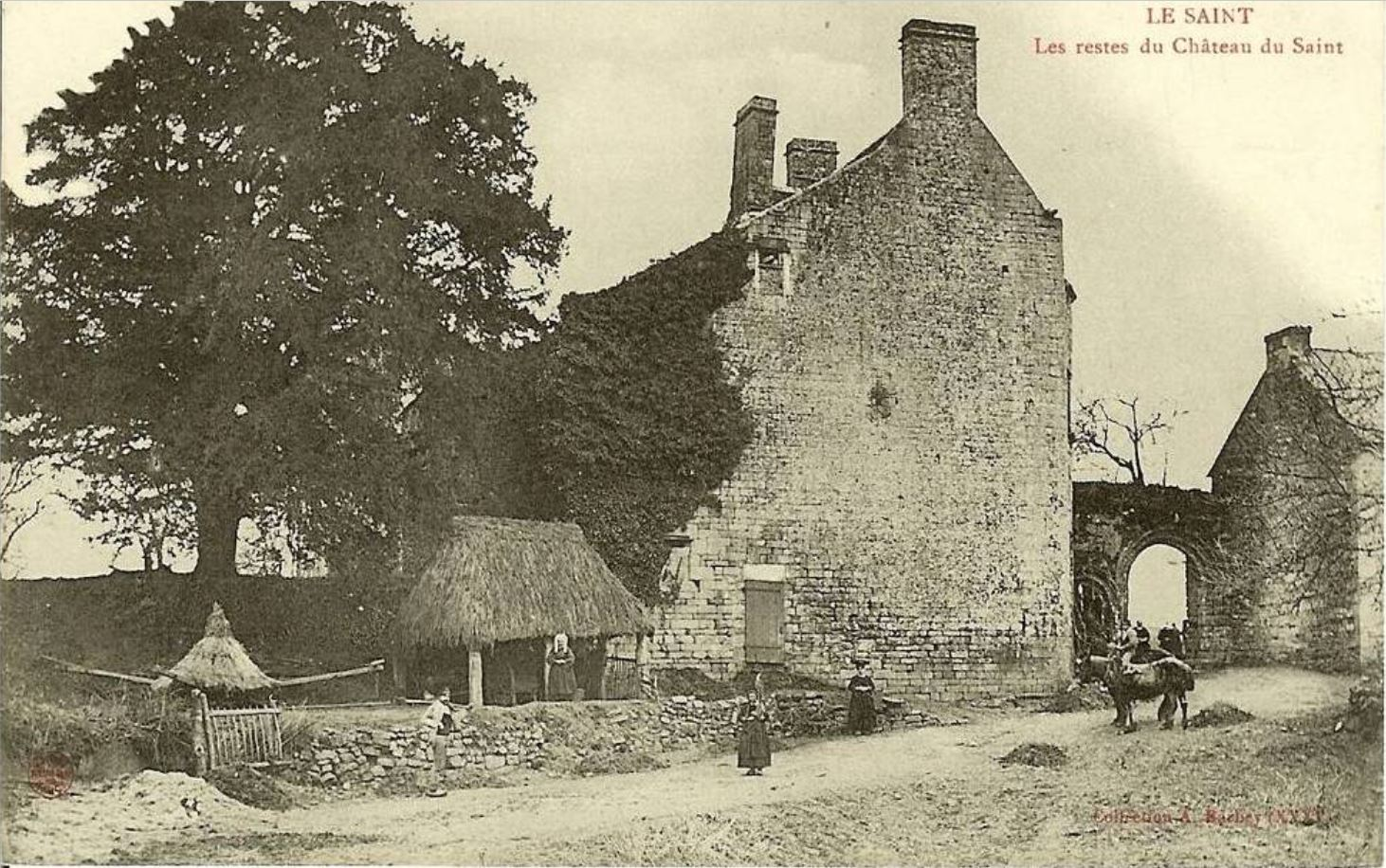
Les restes du château du Saint, ancien lieu de résidence des seigneurs du Faouët, vers 1900 (carte postale ancienne).

Au Ve siècle, le roi Gradlon fait don à Saint Gwénolé, fondateur de l'abbaye de Landévennec, du lieu-dit Le Saint. Le Saint, en breton Ar Zent, est lié à l'implantation des moines de Landévennec dans cette région, ils auraient défriché ces terres pour y bâtir un lieu consacré à Saint Gwénolé. Simple chapelle privée, Le Saint devint ensuite une église tréviale dépendant de la paroisse de Gourin.
Ce territoire passe aux vicomtes de Gourin puis aux seigneurs du Faouët. Après la destruction de leur château au Faouët en 1343, les seigneurs du Faouët, les Bouteville, font de leur château du Saint leur résidence principale. Le château du Saint est ainsi habité par Jehan Bouteville, puis par son fils Bizien de Bouteville et ensuite par leurs héritiers successifs dont en 1542 Yvon de Bouteville, né en 1500, décédé après 1554, seigneur du Faouët.
En 1129, selon le Cartulaire de Quimperlé le vicomte Tanguy Ier donna la villa de Pont-Briant et de nombreuses terres dans le voisinage, qui devint alors un prieuré, à l'abbaye Sainte-Croix de Quimperlé. Parmi les principaux donateurs se trouvent le duc de Bretagne Alain Fergent et le vicomte de Gourin Tanguy Ier.

### Temps modernes

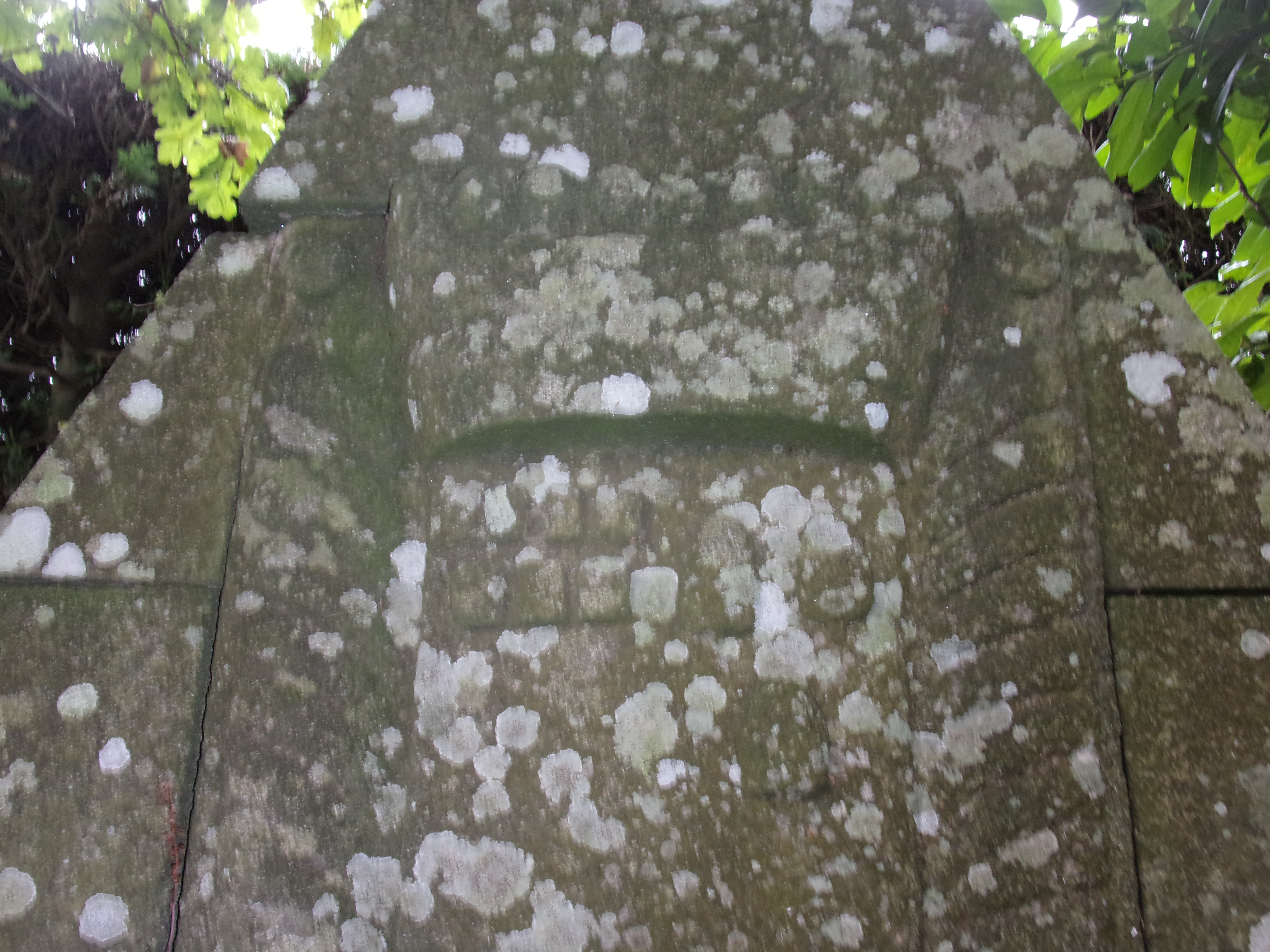
Écu timbré d'une couronne comtale mi-parti Bahuno de Liscoët (à droite) et mi-parti Le Moine de Trévigny (à gauche), ornant le fronton de la fontaine Saint-Méen.

Gabriel II de Goulaine démembra le domaine de la baronnie du Faouët et vendit le 22 avril 1644 la seigneurie du Saint et de Queranroux qui en faisait partie à René du Liscoët (fils d'Yves du Liscoët). La seigneurie comprenait, selon un aveu daté de 1679, outre le château du Saint, situé aux abords du bourg, de nombreuses possessions, dont l'église tréviale et le cimetière comme fondateurs, la place principale et de nombreuses maisons au bourg, plusieurs métairies, les moulins du Jourdu et de Pen, et la plupart des villages du Saint. Les Bahuno du Liscoët seront les derniers possesseurs des lieux.
En 1664 le prédicateur Julien Maunoir prêcha une mission au Saint. 
En 1743, la célèbre brigande Marion du Faouët dévalisa le presbytère et la sacristie du Saint tandis qu'en 1752, son frère Corentin Tromel, qui résidait à Ty Poder, agressa mortellement le meunier de Pont-Briant, Jean Henry.
En 1774 le chancelier Maupeou, ministre de Louis XV, puis de Louis XVI, fut exilé au manoir de Diarnelez.

### Révolution française
Au bourg du Saint, se réunirent, pour la rédaction du cahier de doléances de la trève : François Lucas du Bourg, Jean Jaouen du Quinquis, Mathieu Le Bomin de Kervidien, Louis Le Goff de Forlosquet, Michel Le Cras de Traouen, Louis Cadic de Penfrat, Poder, avocat, Louis Jicquel, greffier, Nicolas Gerbet de Trévarnou, Joseph Le Merdy du Beuz, Jean Le Goff de Goasquellec, René Le Guevel de Minez Pempen, Louis Le Coz de la métairie du Bois, Jacques Quéré de Kermoric, Jean Le Goff de Kermorvan, Joseph Le Tenier du Jourdu, marguillier, Jean Le Goff, curé. Parmi les doléances sont mentionnées : l'égalité totale des voix du Tiers-état et de celles de la noblesse et du haut clergé réunies; l'uniformisation des poids et mesures; l'accession pour tous aux métiers de robe ou d'épée; l'entretien des grands chemins et les corvées à répartir entre les trois ordres et réduction du nombre d'inspecteurs.
Le Saint fut érigé en commune en 1790 et annexa le territoire dépendant du prieuré de Saint-Gilles de Pont-Briant, supprimé en 1792. Elle devint paroisse en 1802 après avoir été rattachée au diocèse de Vannes en 1801. Auparavant, elle faisait partie de l'évêché de Cornouaille. Le recteur Le Goff, insermenté, dût s'exiler en Espagne, d'où il revint en 1801 ; le culte catholique continua de manière clandestine, assuré par l'abbé Michel Thalamot, qui ne fut jamais dénoncé. 
Le premier maire, Jacques Gicquel. Sous la Convention Le Saint fut renommé L'Union, les habitants étant appelés Unionistes.  
Guillaume Carré, domestique au manoir de Launay en Gourin, fut un chef chouan, sous le nom de guerre Bonneaventure; parmi les faits d'armes, le 2 septembre 1794 les chouans du Saint s'emparèrent de 10 000 francs transportës par le courrier de Carhaix et en janvier 1796 ils firent prisonnier, puis fusillèrent Bazin, huissier à Gourin. 
En août 1795 la commune du Saint dût fournir 95 conscrits lors de la levée en masse. Des jeunes gens réfractaires se cachèrent dans les bois des environs comme le bois de Pontcallec et celui de Conveau ; un affrontement se produisit à Kerstang (au sud-ouest de Gourin) entre recruteurs et réfractaires.

### LeXIXesiècle
Un relais de diligence entre Quimperlé et Gourin se trouvait au Saint dans la maison surnommée Ar Marsorzi ("la maison du cheval"). 
La superficie totale de la commune selon le cadastre était en 1853 de 3 013 ha, 24 ares dont 1 419 ha de terres labourables, 295 ha de prés et pâturages, 124 ha de bois, 68 ha de vergers et jardins, 1 115 ha de landes et incultes, la superficie des propriétés bâties étant de 17 ha. Les moulins à eau en activité étaient au nombre de six : moulin de Pen, moulin de Morvan, moulin du Coz, moulin du Pont-au-Duc, moulin du Jourdu, moulin de Menguionet.
A. Marteville et P. Varin, continuateurs d'Ogée décrivent ainsi Le Saint en 1853 :

« Le Saint : commune formée d'une ancienne trève de Gourin ; aujourd'hui succursale. (...) Principaux villages : Poulriguen, Ménez-glas, Gromenou, Fourbouché, Trémon, Kerouarc'h, Kernine, Kergustiou, Boutihiry, Kerlao, Penfrat, le Beuz, Guern-Main, Pennohen, Kervidierne, le Quinquizauler, le Reste, le Quinquis-Gleis, Kerdaniel, Kerivain, Trévarneur, Kermorgant, le Jourdu, Rosnoën-d'en-Haut, Rosnoën-d'en-Bas, Pont-Priant. (...) On voit, outre l'église, les chapelles Saint-Gilles, Saint-Trémeur et Saint-Méen. Les petits étangs de Morvan et de Coz alimentent quelques moulins. On parle le breton. »

### LeXXesiècle

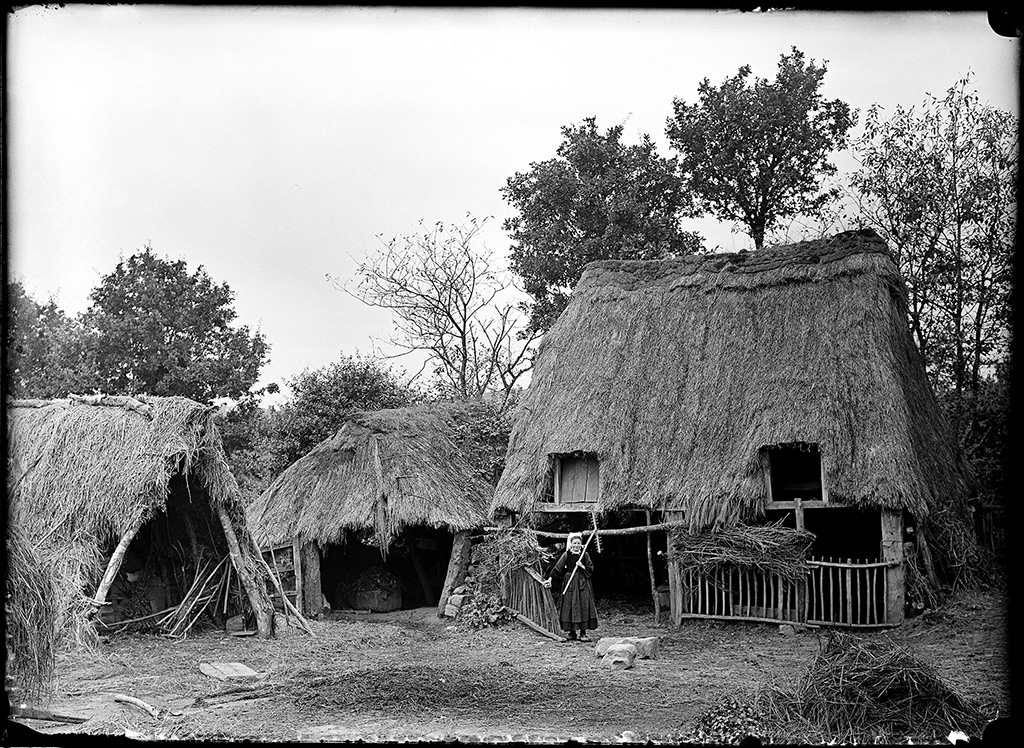
Hangars aux toits de chaume dans le village de Traouen avec au premier plan une paysanne posant avec un râteau sur l'épaule (photo prise vers 1911).

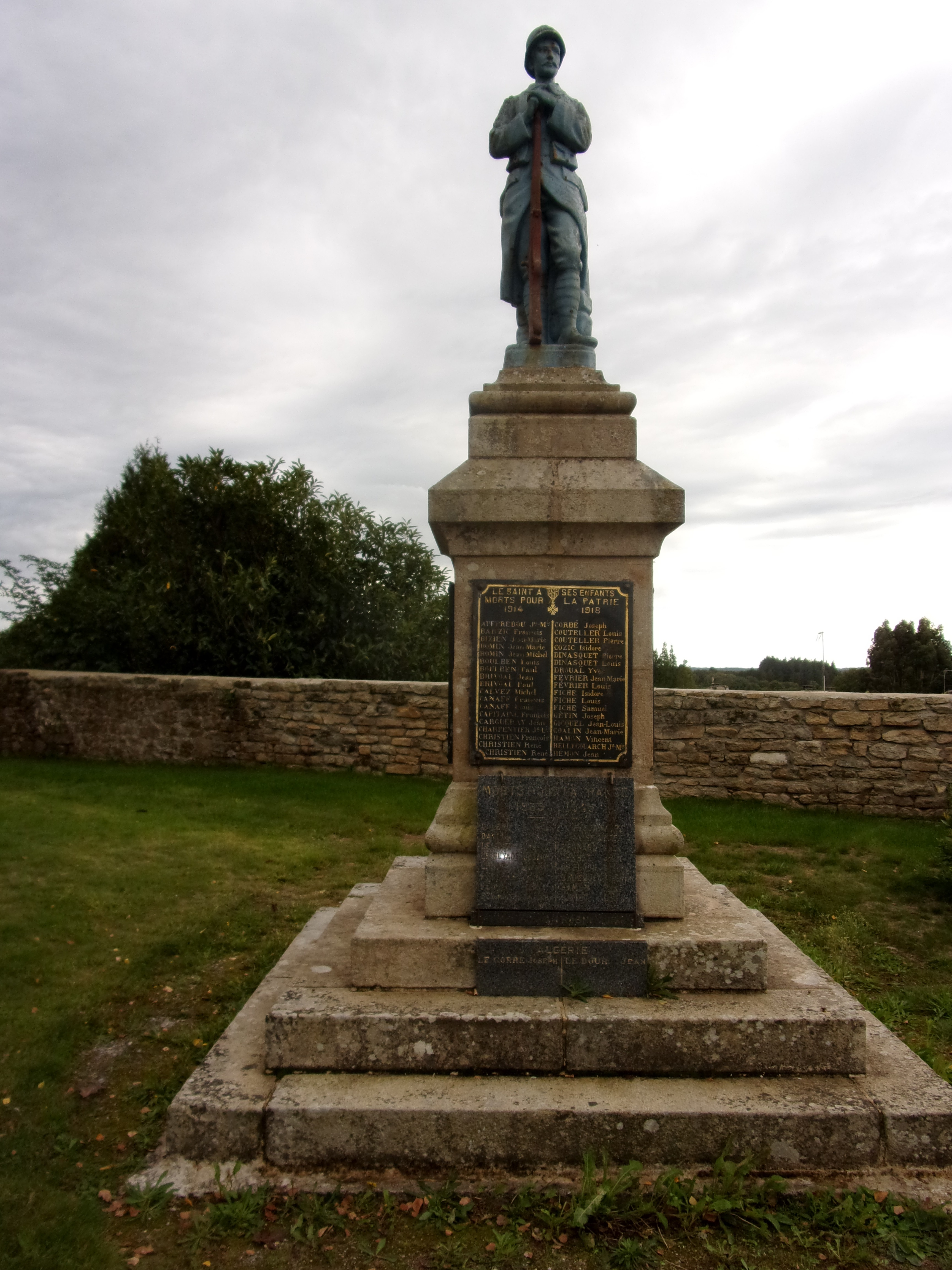
Le monument aux morts.

#### La Belle Époque
L'inventaire de l'église du Saint eût lieu le 6 mars 1906 ; l'ordre était assuré par trois escadrons de chasseurs venus de Pontivy.

#### La Première Guerre mondiale
Le monument aux morts du Saint porte les noms de 122 soldats morts pour la France pendant la Première Guerre mondiale : parmi eux deux au moins (Yves Droual et Joseph Jacq) sont morts en captivité en Allemagne ; deux au moins sont morts en Belgique : Jean Lucas, disparu le 22 août 1914 dans les combats de Maissin, et Jean Le Floch est mort à Nieuport le 28 juillet 1916 ; la plupart des autres sont décédés sur le sol français.

#### L'Entre-deux-guerres
Albert, Marcel et Jean Le Floch, trois frères originaires de la commune, émigrèrent aux États-Unis à la fin de la décennie 1920 et y devinrent des commerçants prospères, à la tête notamment d'une chaîne de motels dans la décennie 1960.
L'école communale du Saint ferma en 1930 (une nouvelle école publique, l'école Jacques Prévert, a ouvert en 1968). Les locaux de l'école communale accueillir et des réfugiés espagnols en 1938 et des Lorientais en 1943.

#### La Seconde Guerre mondiale
Le monument aux morts du Saint porte les noms de 15 personnes mortes pour la France pendant la Seconde Guerre mondiale : parmi elles Corentin Dinasquet, déporté depuis Compiègne le 15 juillet 1944 vers le camp de concentration de Neuengamme et mort dans le port de Brême le 27 décembre 1944 ; Louis Jamet, mort en déportation à Neuengamme le 15 juillet 1944 ; Joseph Le Floch, déporté à Buchenwald, mort à Javenitz (Allemagne) le 13 avril 1945 après la libération du camp de concentration.

#### L'après Seconde Guerre mondiale
La langue utilisée était le breton cornouaillais jusqu'au basculement linguistique vers le français qui eut lieu dans les années 1950. Le cornouaillais était utilisé à l'ouest du cours de l'Ellé, tandis que le reste du département parlait le breton vannetais (sauf l'extrémité Est qui parlait gallo).
L'émigration vers l'Amérique du Nord fut importante au XIXe siècle et surtout au XXe siècle ; entre 1948 et 1953, 35 personnes originaires du Saint émigrent au Canada et 32 aux États-Unis. Entre 1946 et 1965 266 personnes originaires du Saint émigrèrent, soit 17,6 % de la population communale en 1954.
Deux soldats originaires du Saint (Joseph Le Corre et Jean Le Dour) ont été tués pendant la Guerre d'Algérie.

## Politique et administration

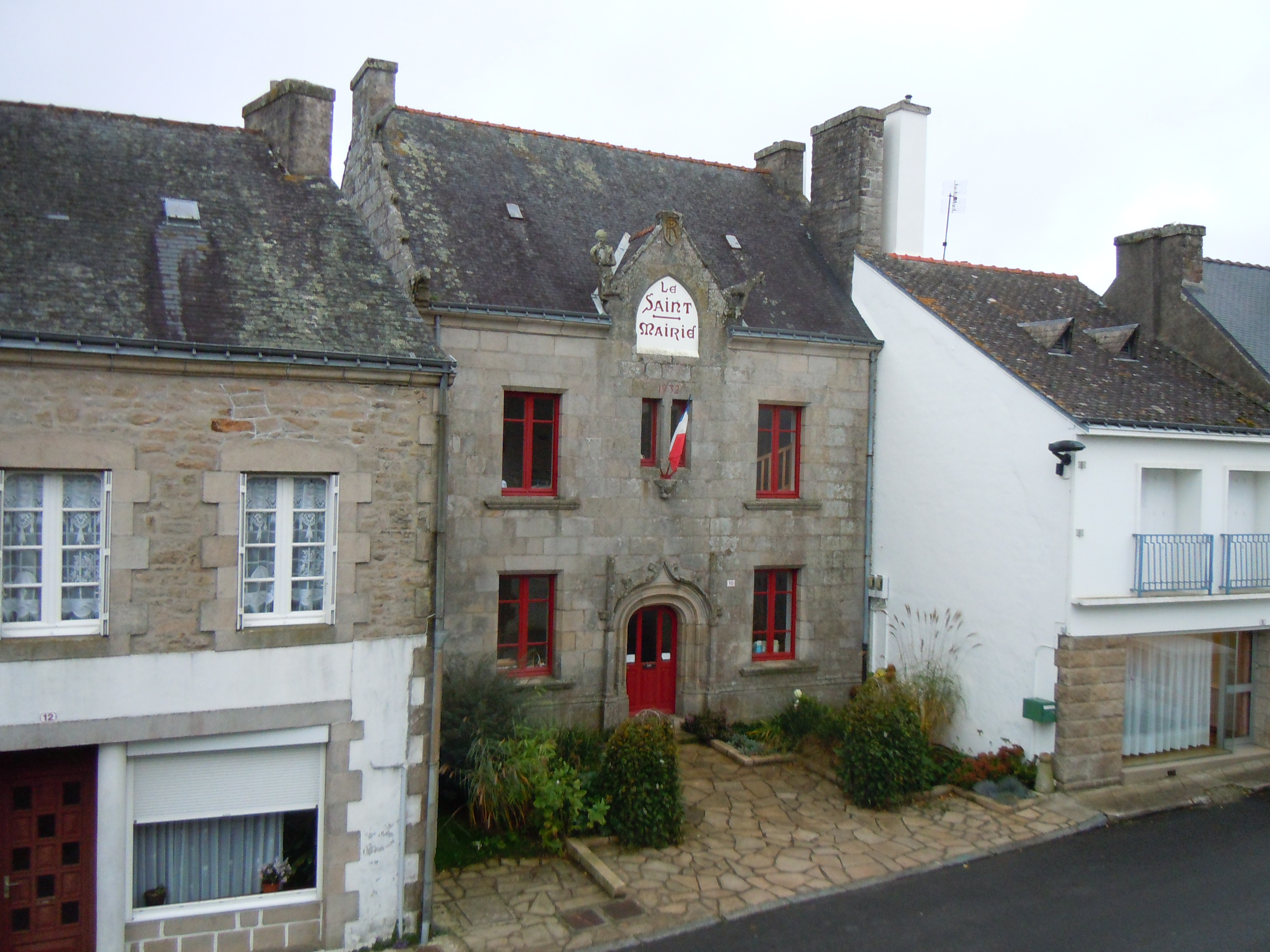
La mairie.

| Période                                  | Période        | Identité                | Étiquette | Qualité                                                              |
| ---------------------------------------- | -------------- | ----------------------- | --------- | -------------------------------------------------------------------- |
|                                          | 1792           | Jacques Jicquel         |           |                                                                      |
|                                          | 1803           | Joseph Jaouen           |           |                                                                      |
| 1803                                     | juin 1813      | Jacques Quéré           |           |                                                                      |
| juin 1813                                | 1823           | Louis Cadic             |           |                                                                      |
| 1823                                     | 1828           | Louis Le Courant        |           |                                                                      |
| 1828                                     | 1854           | Michel Louis Canaff     |           | Cultivateur.                                                         |
| 1854                                     | juillet 1860   | Jean Le Cras            |           |                                                                      |
| juillet 1860                             | 1864           | Samuel Marie Le Roux    |           | Agriculteur.                                                         |
| 1865                                     | octobre 1876   | Jean Louis Le Poulichet |           |                                                                      |
| octobre 1876                             | après 1906     | Samuel Le Roux.         |           | Agriculteur. Fils de Samuel Marie Le Roux, maire entre 1860 et 1864. |
|                                          |                |                         |           |                                                                      |
| 1971                                     | juin 1995      | Samuel Baniel           |           | Agriculteur.                                                         |
| juin 1995                                | mars 2014      | Yves Le Goff            | PS        |                                                                      |
| mars 2014                                | 4 juillet 2020 | Hélène Le Ny            |           |                                                                      |
| 4 juillet 2020                           | En cours       | Jérôme Régnier          |           |                                                                      |
| Les données manquantes sont à compléter. |                |                         |           |                                                                      |

## Démographie
L'évolution du nombre d'habitants est connue à travers les recensements de la population effectués dans la commune depuis 1793. Pour les communes de moins de 10 000 habitants, une enquête de recensement portant sur toute la population est réalisée tous les cinq ans, les populations de référence des années intermédiaires étant quant à elles estimées par interpolation ou extrapolation. Pour la commune, le premier recensement exhaustif entrant dans le cadre du nouveau dispositif a été réalisé en 2006.

En 2022, la commune comptait 611 habitants, en évolution de +3,38 % par rapport à 2016 (Morbihan : +3,82 %, France hors Mayotte : +2,11 %).
| 1793  | 1800  | 1806  | 1821  | 1831  | 1836  | 1841  | 1846  | 1851  |
| ----- | ----- | ----- | ----- | ----- | ----- | ----- | ----- | ----- |
| 1 644 | 1 633 | 1 378 | 1 220 | 1 458 | 1 487 | 1 630 | 1 704 | 1 627 |

| 1856  | 1861  | 1866  | 1872  | 1876  | 1881  | 1886  | 1891  | 1896  |
| ----- | ----- | ----- | ----- | ----- | ----- | ----- | ----- | ----- |
| 1 582 | 1 646 | 1 679 | 1 609 | 1 639 | 1 753 | 1 782 | 1 804 | 1 820 |

| 1901  | 1906  | 1911  | 1921  | 1926  | 1931  | 1936  | 1946  | 1954  |
| ----- | ----- | ----- | ----- | ----- | ----- | ----- | ----- | ----- |
| 1 962 | 2 055 | 2 159 | 2 068 | 2 088 | 2 035 | 1 967 | 1 800 | 1 513 |

| 1962  | 1968  | 1975  | 1982 | 1990 | 1999 | 2006 | 2011 | 2016 |
| ----- | ----- | ----- | ---- | ---- | ---- | ---- | ---- | ---- |
| 1 354 | 1 208 | 1 013 | 881  | 761  | 696  | 663  | 630  | 591  |

| 2021 | 2022 | - | - | - | - | - | - | - |
| ---- | ---- | - | - | - | - | - | - | - |
| 600  | 611  | - | - | - | - | - | - | - |

## Économie
En 2015, Le Saint comptait 75 établissements actifs dont la moitié dans le secteur de l'agriculture avec 38 établissements.

## Culture locale et patrimoine

### Monuments religieux

#### Église paroissiale Saint-Samuel
Le porche sud du XVIe siècle est de style flamboyant et présente un arc cintre surmonté d'une arcade à crosse et à chou. Vers l'an 1110 un seigneur du nom d'Epoues ou Epones avait fait construire une chapelle dont il fit don aux moines de Landévennec. Cette chapelle aurait été détruite en 1573. L'église actuelle porte la date de 1575 au-dessus de la fenêtre occidentale du bras sud. La partie orientale a été reconstruite en 1847 après effondrement. En 1954 eut lieu la restauration de la partie orientale et le remplacement de la toiture.
Le clocher carré construit en 1724 est surmonté d'un petit dôme octogonal qui accentue sa forme massive. L'église mesure 33 m sur 10 m environ. Ses arcades en plein-cintre ou en ogive sont portées sur de courts piliers à simple tailloir. Dans le transept sud, on peut voir sur une sablière l'écusson des Guegan de Kerbiquet. Dans le transept nord on remarque un groupe en bois (XVIIe siècle) représentant sainte Anne, la Vierge et I'Enfant. Au fond de l'abside, un tableau :  l'Adoration des bergers  (XVIIe siècle). Le porche sud (XVIe siècle) présente un arc plein cintre surmonté d'une arcade à crosse et chou. L'ossuaire, de la même époque, adossé à la face sud, est percé d'une fenêtre rectangulaire visée en quatre formes tricotées.

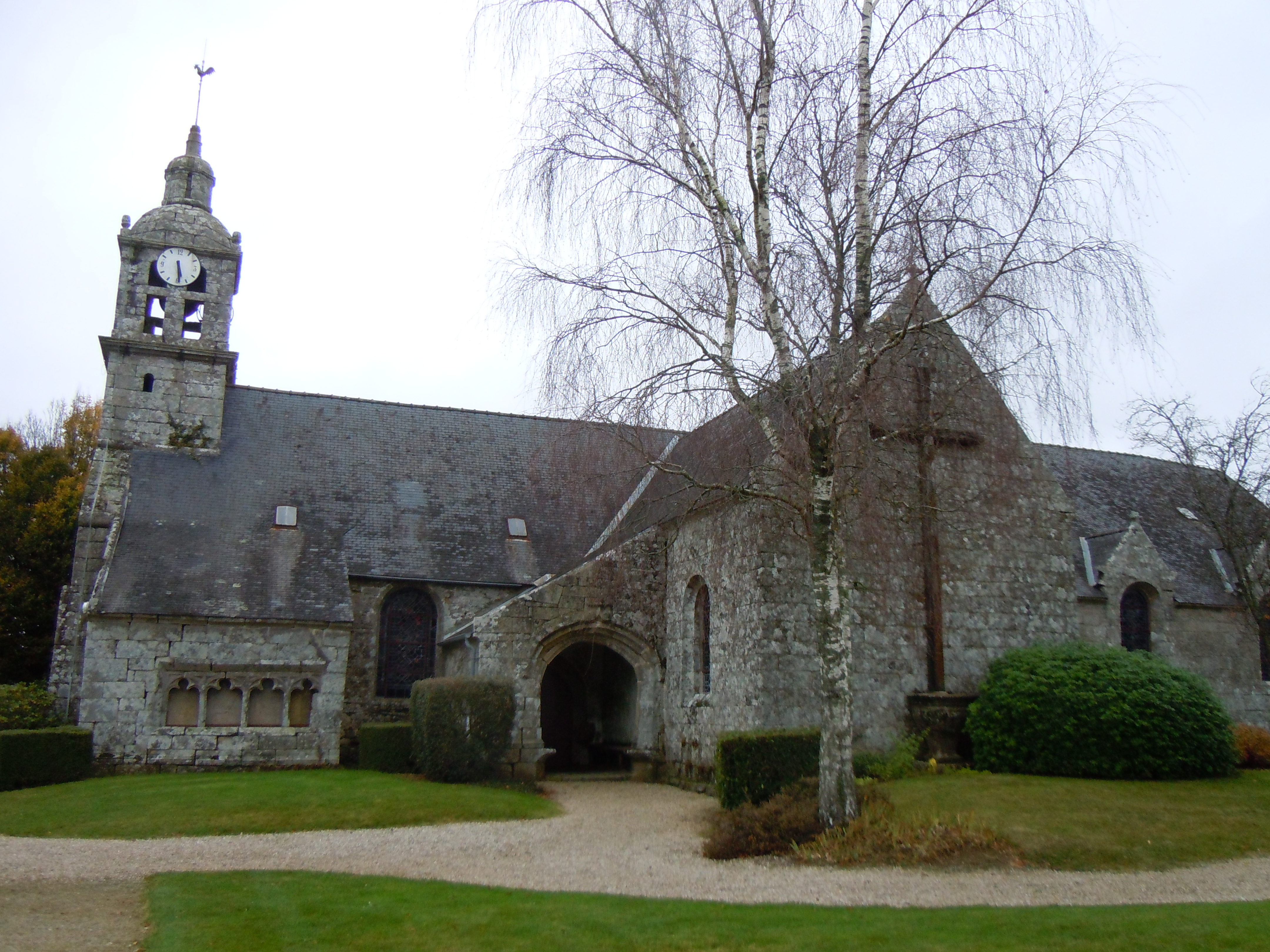
L'église paroissiale Saint-Samuel (côté sud) avec le porche et l'ossuaire.
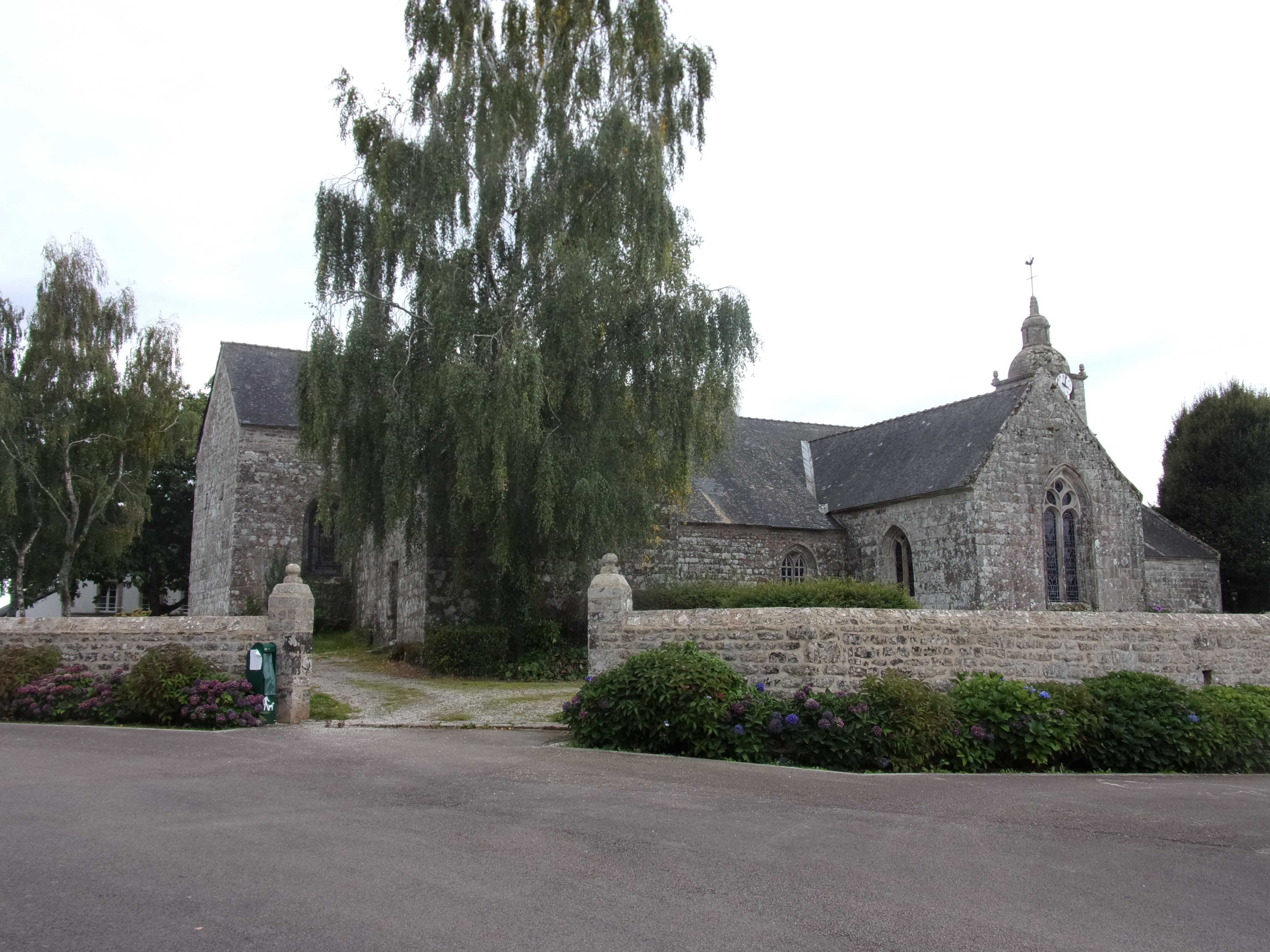
L'église paroissiale Saint-Samuel (côté nord).

#### Calvaire
Dans un enclos au nord-est de l'église, un calvaire de 3 m de haut date de la fin du XVIIIe siècle - début du XIXe siècle. Sur le socle en retrait, on peut encore distinguer une Vierge de Pitié en granit, du XVe siècle (?).

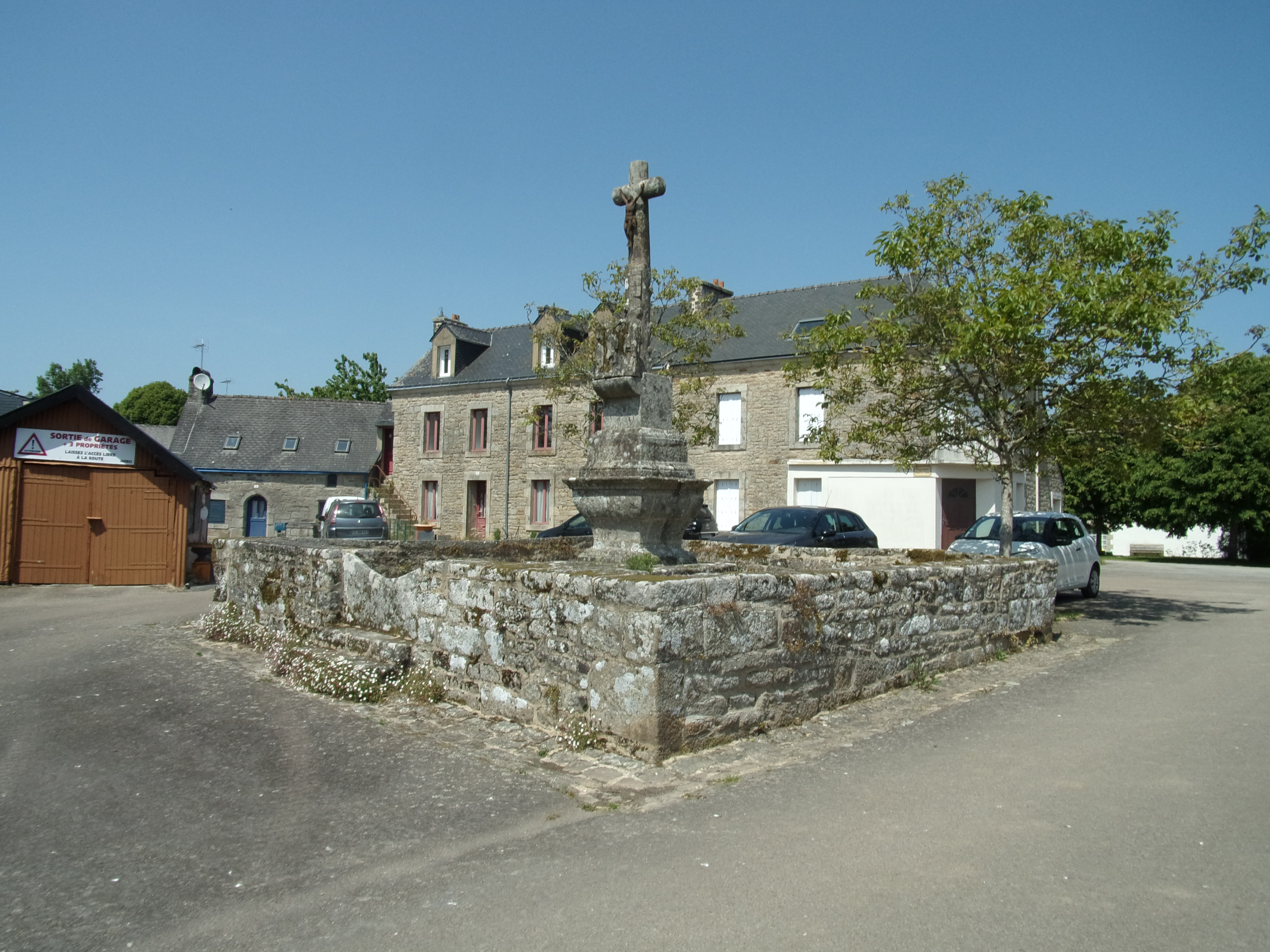
Le calvaire situé au centre du bourg.

#### Fontaine de Saint-Samuel
À 500 mètres à peine de l'église, à la sortie sud-ouest du bourg, par la route de Guiscriff. Cette fontaine, construite probablement au XVIIe siècle est formée d'une enceinte en granit façonné formant banc et délimitant un espace ovoïde dallé. La statue représentant un pèlerin à l'intérieur de la niche peut dater du XVIe siècle alors que la statue de saint Samuel qui domine l'ensemble est du XIXe siècle.

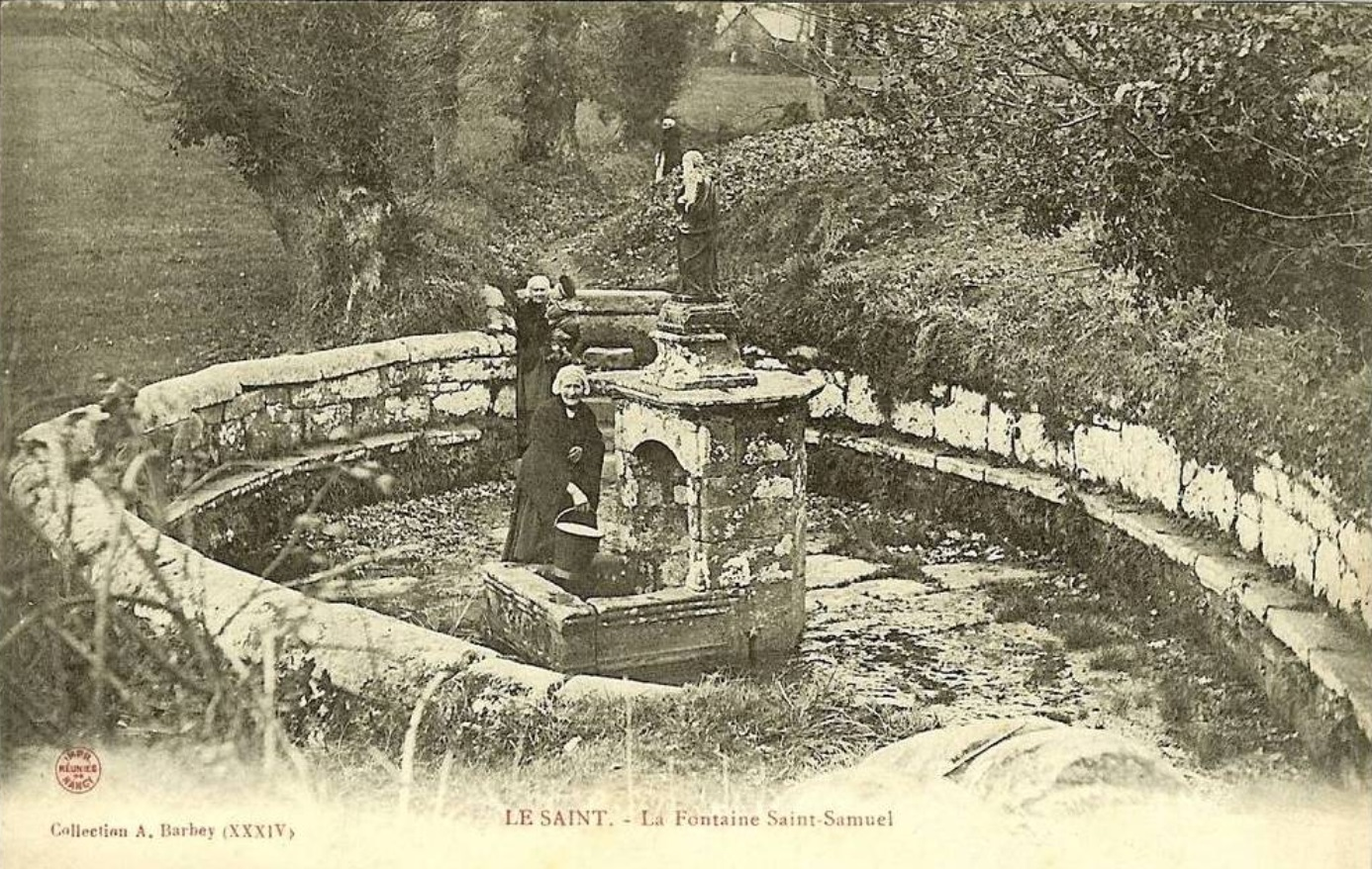
La fontaine Saint-Samuel vers 1920.
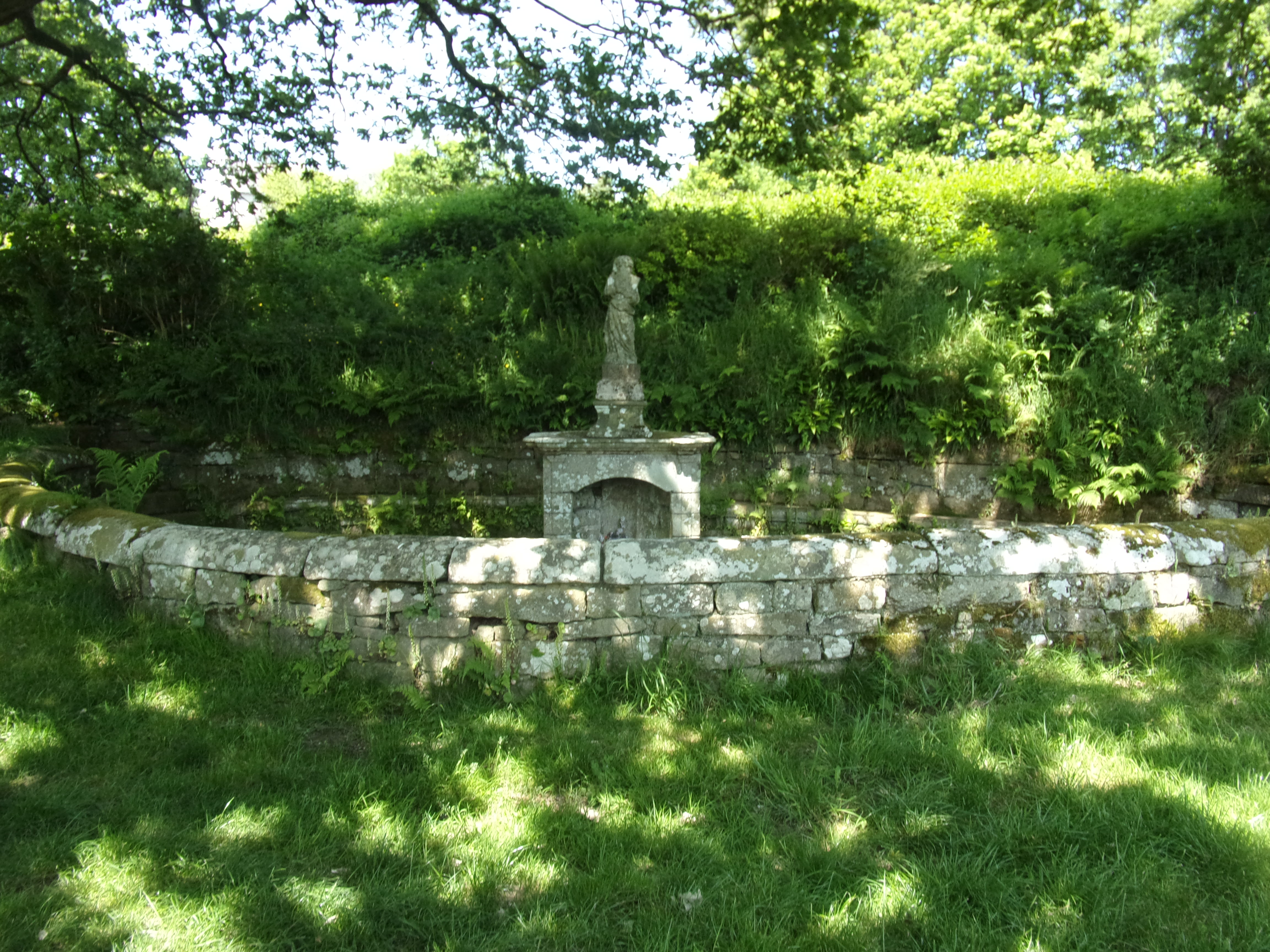
La fontaine Saint-Samuel.

#### Bois, grotte et chapelle de Notre-Dame-de-Lourdes

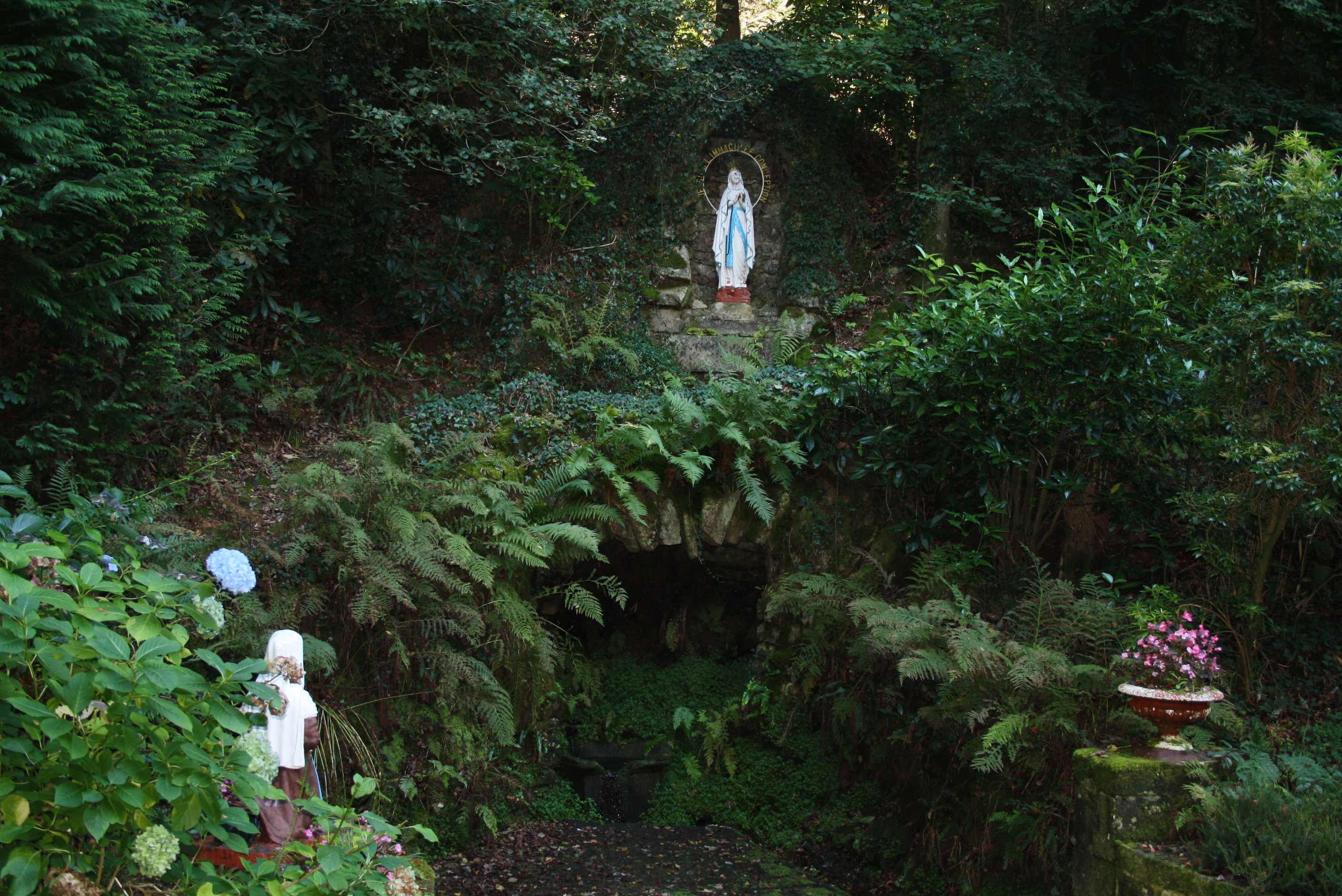
Grotte de Notre-Dame de Lourdes à Le Saint

À la sortie Est du bourg, prendre la direction de la route dite du Château (de ce château du XIVe siècle il ne reste hélas que des ruines).
On peut d'abord descendre dans le petit bois et suivre le sentier jusqu'au bas. Là, dans un site merveilleux et qui invite au recueillement, une reproduction de la grotte de Massabielle. Cette grotte fut construite en 1876, année qui suivit le premier pèlerinage du diocèse de Vannes à Lourdes. Le jour du pardon, les pèlerins sont rassemblés sous l'abondante frondaison du Bois disposé en amphithéâtre naturel, face à l'autel, qui lui-même fait face à la grotte. Du Bois on remontera par les lacets jusqu'à la coquette chapelle construite en 1892 et dédiée à Notre-Dame de Lourdes. Elle abrite dans son chœur les statues de sainte Geneviève, saint François d'Assise, sainte Thérèse et saint Yves. Le pardon a lieu le deuxième dimanche de juillet. Messe déjà la veille au soir, avec procession aux flambeaux dans le bois jusqu'à la chapelle.

#### Chapelle Saint-Gilles
Située à 5 km au sud du bourg, sur la route de Pont-Priant, elle la plus renommée de nos chapelles de campagne. Cette chapelle faisait partie du prieuré de Pont-Priant, fondé en 1108 par un vicomte du Poher (région de Carhaix). Le prieuré fut donné vers 1129 à l'abbaye Sainte-Croix de Quimperlé par Tanguy I, vicomte de Gourin. Au XVIIIe siècle, la chapelle servait de succursale à la trève du Saint : on y célébrait baptêmes, mariages et sépultures. Les murs furent restaurés en 1883 et la toiture en 1923.  Le retable provient de l’église Saint-Patern de Vannes. On peut remarquer, à droite du retable, un groupe du XVIIe représentant saint Gilles caressant une biche et à gauche, une Vierge à l'Enfant, Notre-Dame des Grâces, de la fin du XVIIe. Saint Gilles est invoqué contre les rhumatismes et les douleurs articulaires. Le Pardon est organisé le premier dimanche de septembre.

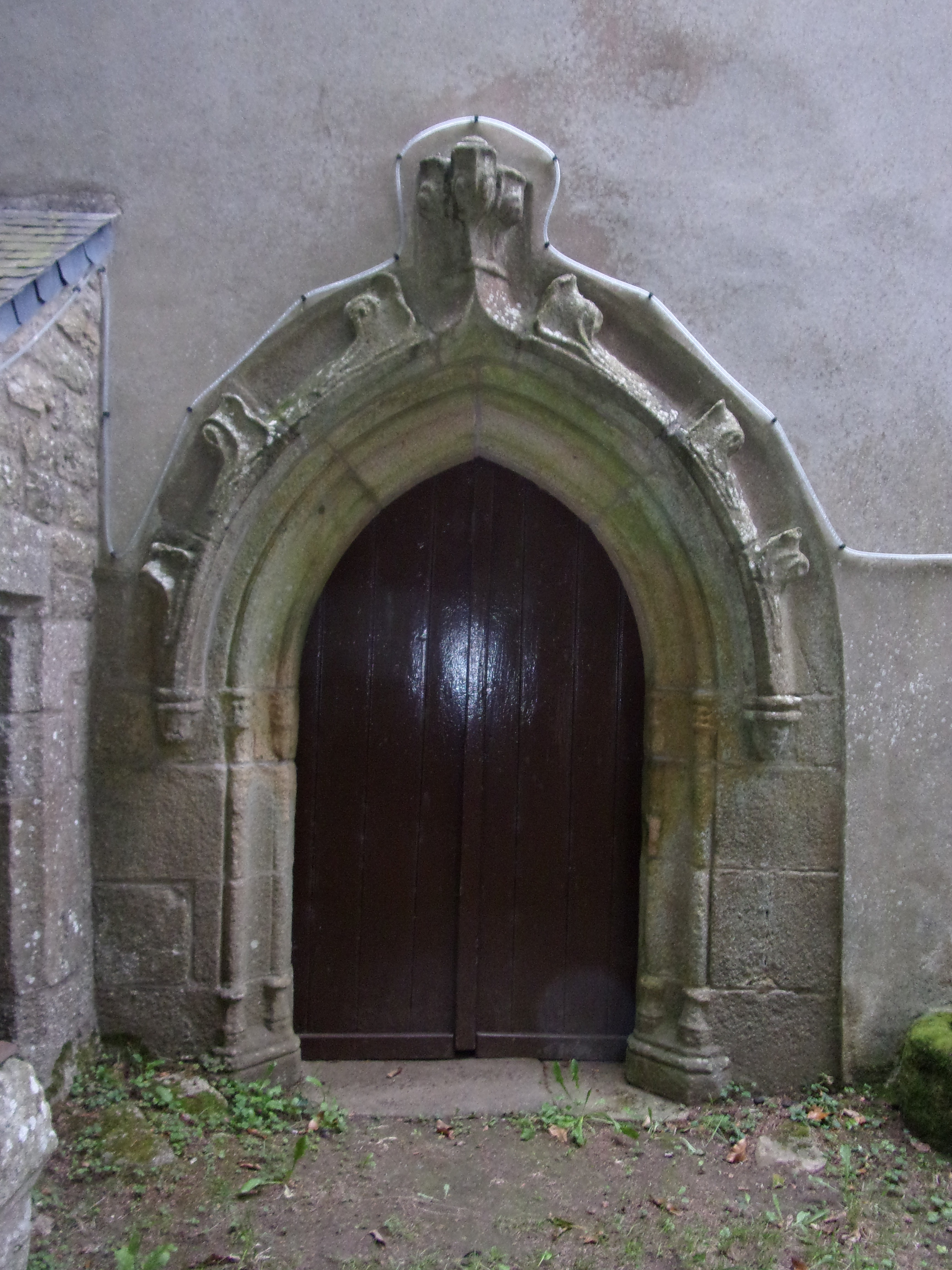
Porte du pignon occidental de la chapelle Saint-Gilles.

#### Chapelle Saint-Méen
Cette chapelle, située à 4 km à l'ouest du bourg sur la vieille route de Gourin (route du Kellenek), fut construite vers la fin du XVIe siècle par le seigneur du Faouët. C'est une jolie chapelle à transept unique (côté nord), pilier et fenêtres, les unes en plein cintre, les autres en arc brisé. Un clocheton surmonte le mur occidental. Le montant en bois de la cloche porte la date de 1834. La chapelle de Saint-Méen est un site classé depuis 1934. À 200 m à l’est de la chapelle, on trouve la fontaine de dévotion, au style seigneurial et dont une pierre porte la date de 1615.

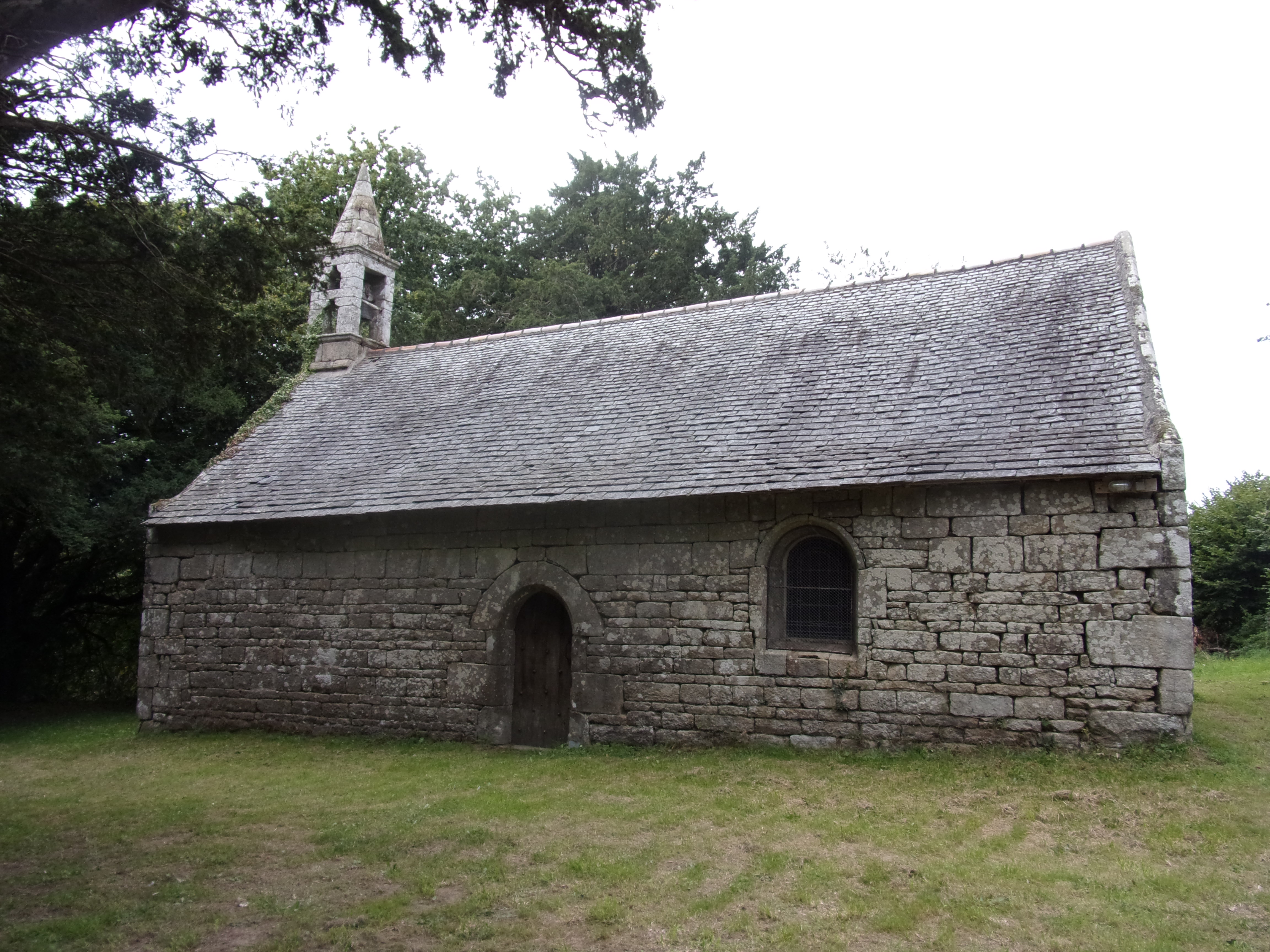
La chapelle Saint-Méen (côté sud).
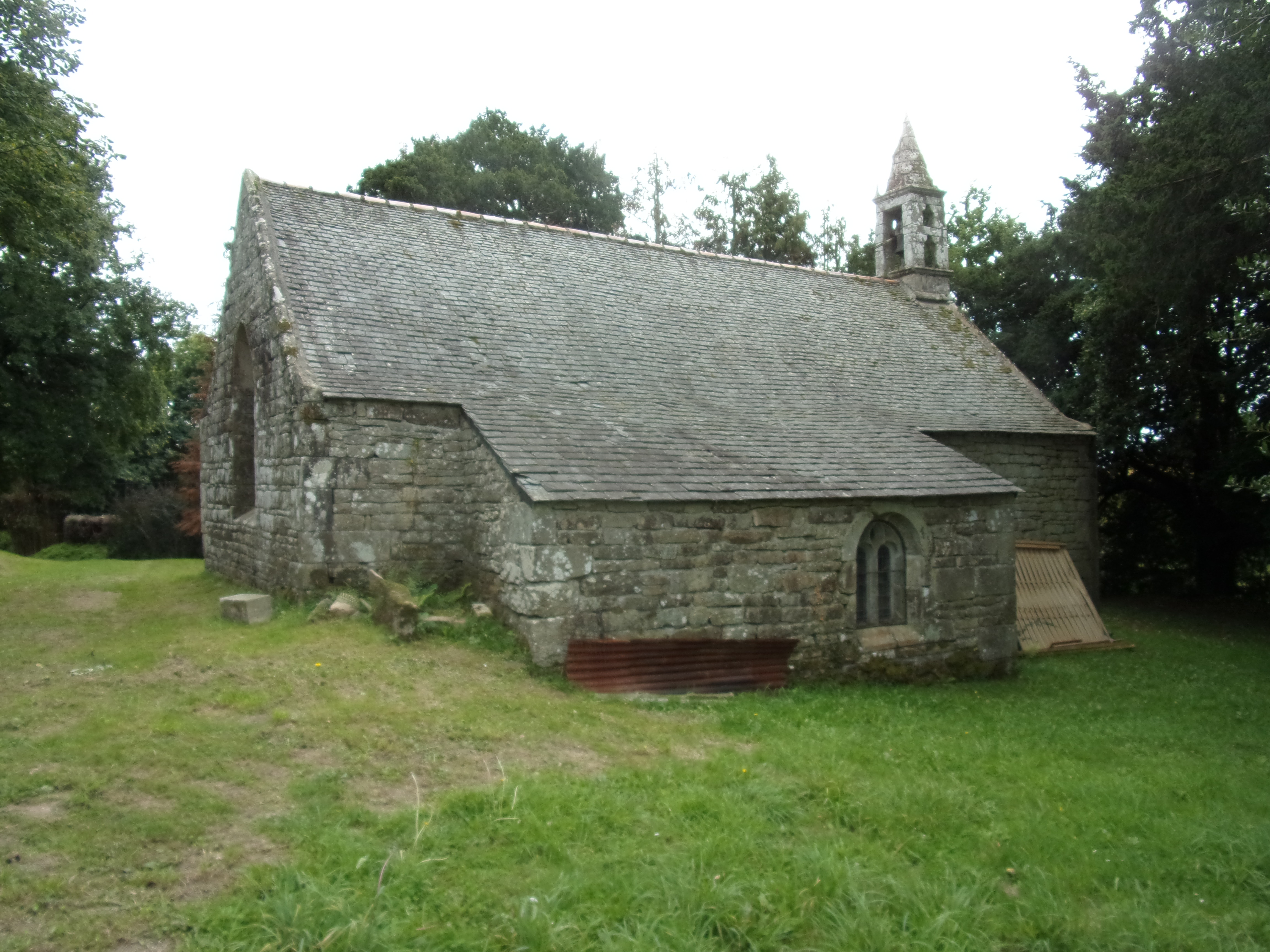
La chapelle Saint-Méen (côté nord).
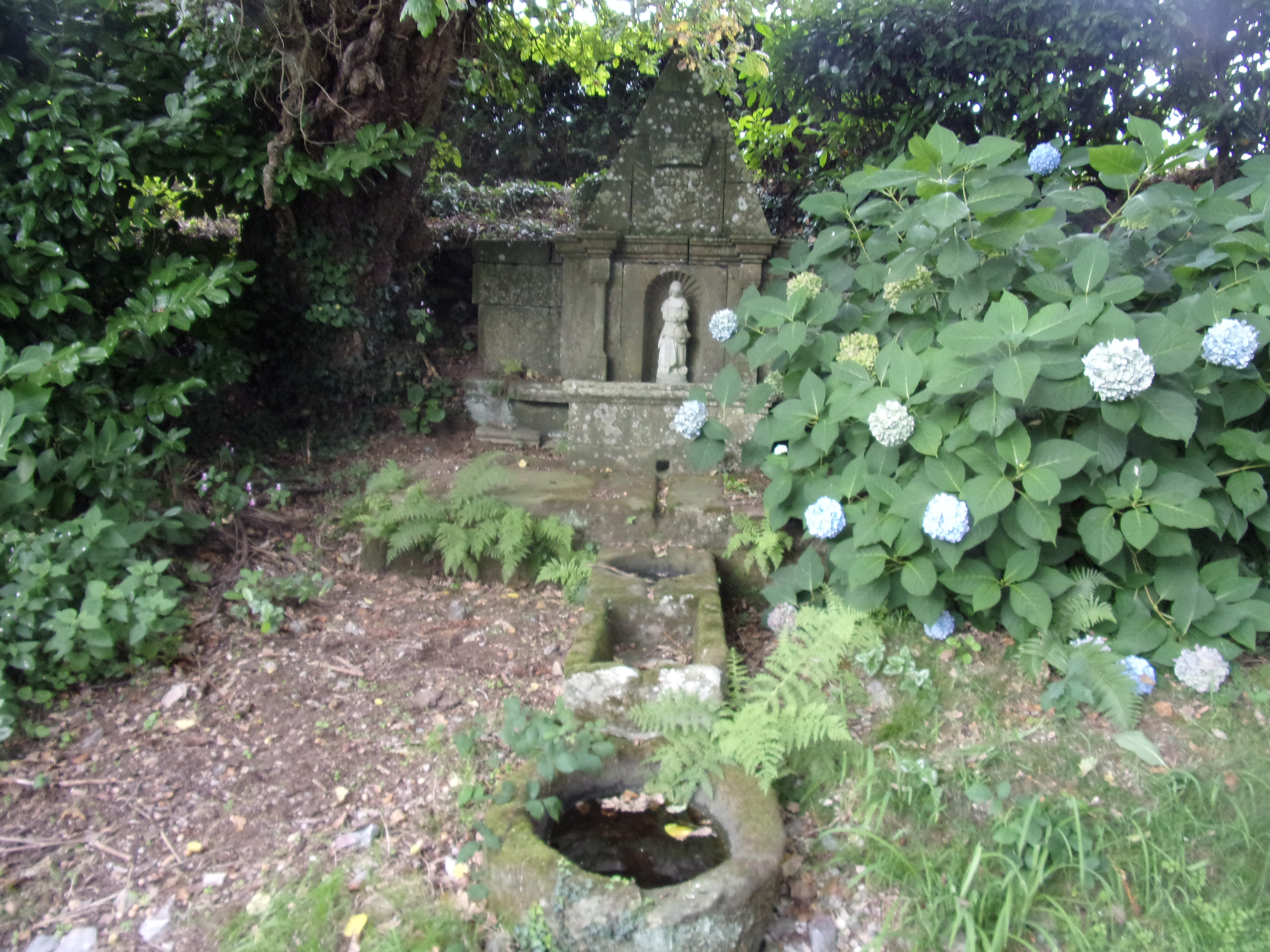
La fontaine Saint-Méen.

#### Chapelle de Saint-Trémeur
Cette chapelle, située à 4 km à l'ouest du bourg, dans une vallée d'accès difficile, est loin de toute habitation. La chapelle a été construite à la fin du XVIe siècle par un seigneur de Minguionnet, Le Moine de Trévigny. Son architecture n'a rien de particulier. Par contre, deux statues qui s'y trouvaient méritent une attention spéciale : un groupe statuaire représentant une Vierge de Pitié en bois polychrome du XVe (classée monument historique en 1969) et un groupe représentant la Sainte Trinité, du l'âme siècle. Ces deux groupes sont visibles dans l’église paroissiale au bourg. Il n'y a pas de pardon proprement dit à Saint-Trémeur.

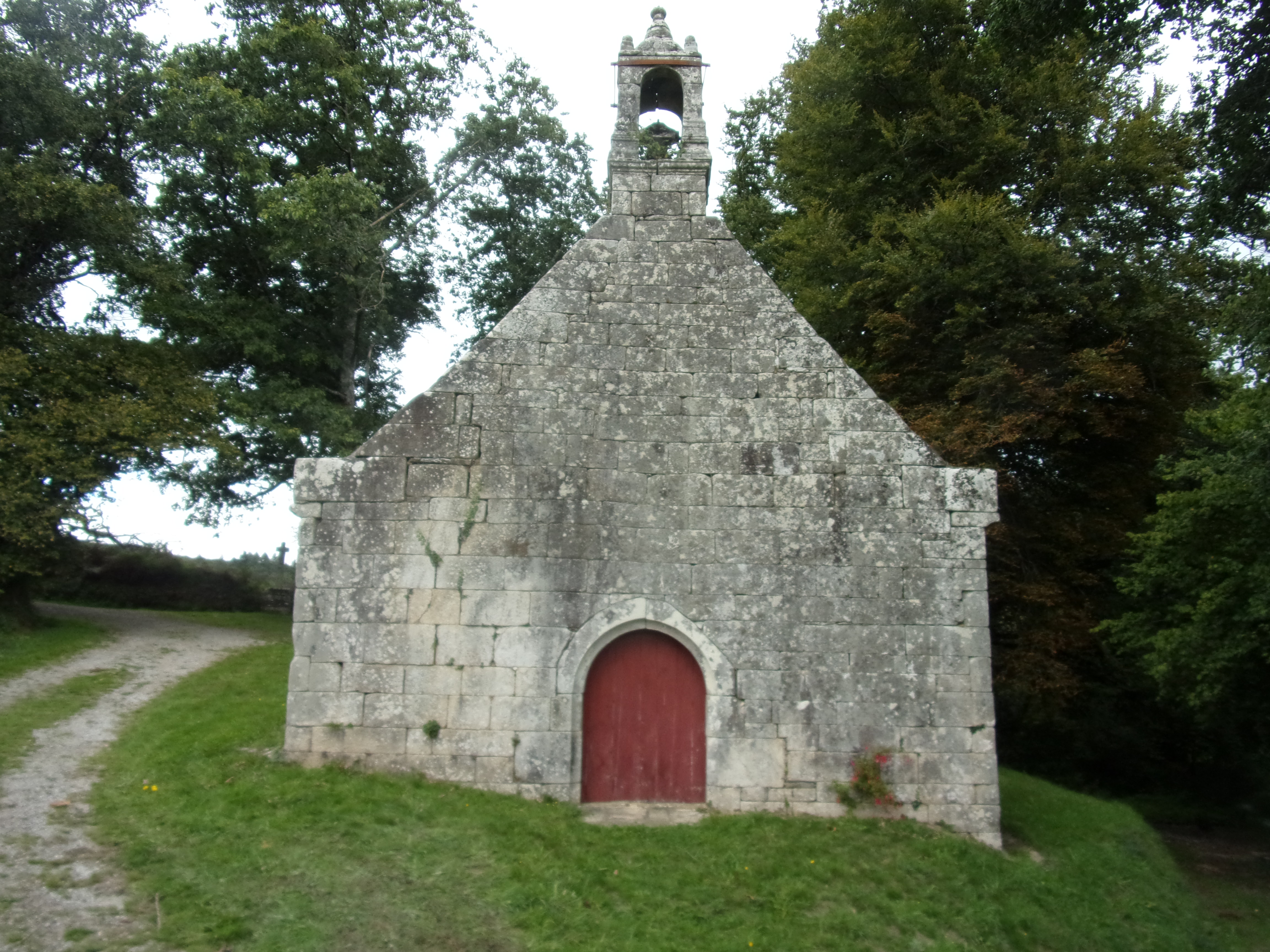
La chapelle Saint-Trémeur (pignon ouest).
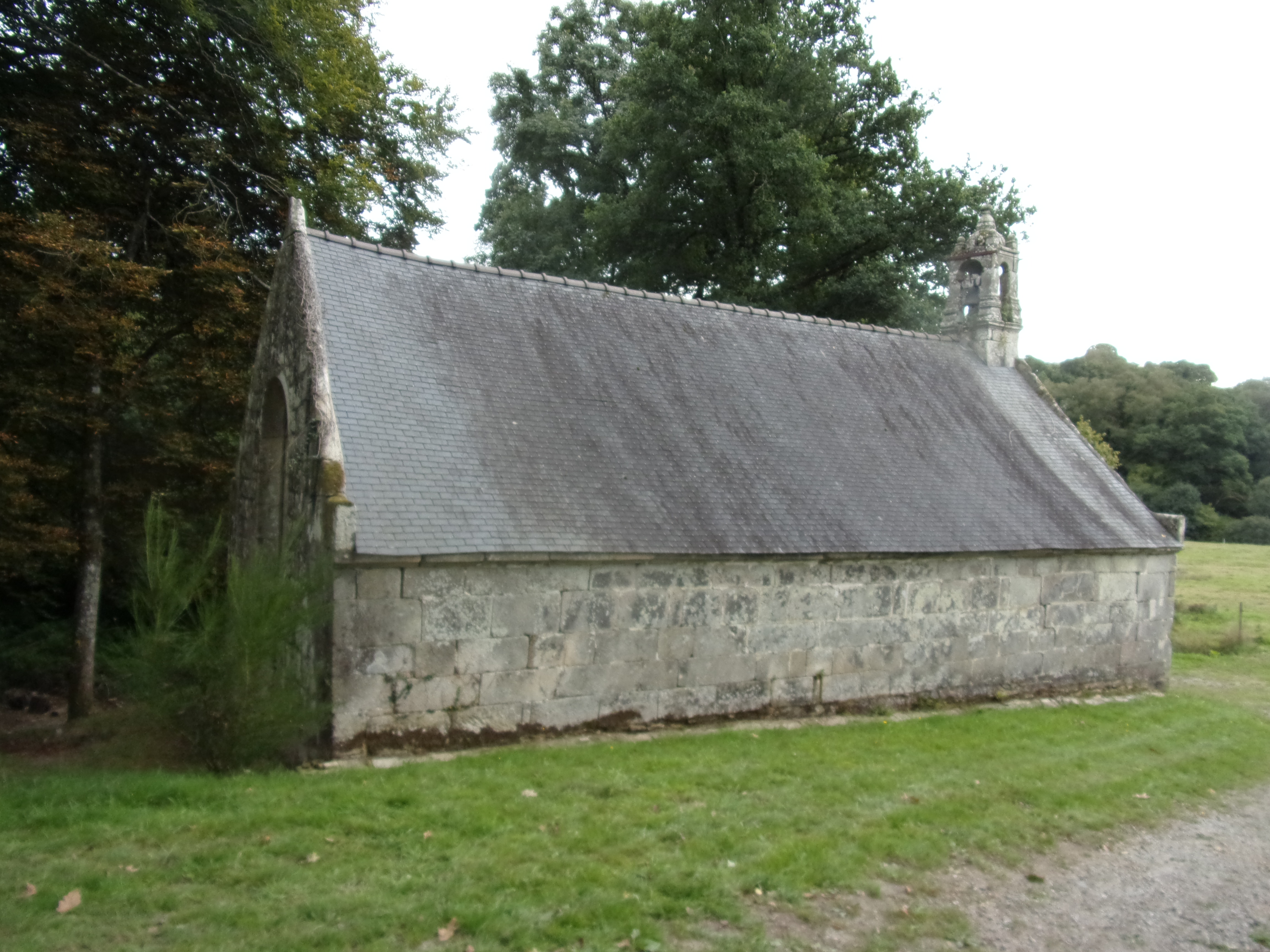
La chapelle Saint-Trémeur (côté nord).

#### Chapelle de Sainte-Jeanne de Chantal
Située à 2 km au nord du bourg, par la route de Gourin. Cette chapelle qui fut construite en 1827 présente un plan original avec sa sacristie accolée, une charpente initialement lambrissée et des sablières moulurées. On remarquera l'originalité du plan de la façade. Elle a été entièrement restaurée par une équipe de bénévoles du quartier. Le lambris de la voute a été enlevé et laisse apparente une belle charpente de chêne et de châtaignier. Sainte Jeanne est invoquée contre la fièvre. Pardon deuxième dimanche d'août (pardon dit des  vacanciers)  .

#### Vestiges de la chapelle Saint-Adrien à Bouthiry
Chapelle située à 3 km au nord du bourg, sur la D 769 Le Faouët - Gourin. C'était un édifice du XVIe siècle, de style ogival, à meneaux flamboyants et contreforts. Cette chapelle, qui n'était plus entretenue depuis 1905, fut démolie en 1932, et ses pierres ont servi à la construction de la mairie actuelle. Un  clocheton  élevé à l'emplacement de la chapelle rappelle l'existence de saint Adrien de Bouthiry. On peut voir sur ce clocheton la statue de saint Adrien (XVIe siècle), la Vierge de Pitié (XVIe siècle), et la frise en granit. On remarquera aussi, au bord de la route, le curieux calvaire du XVIe siècle aux sculptures bien érodées.

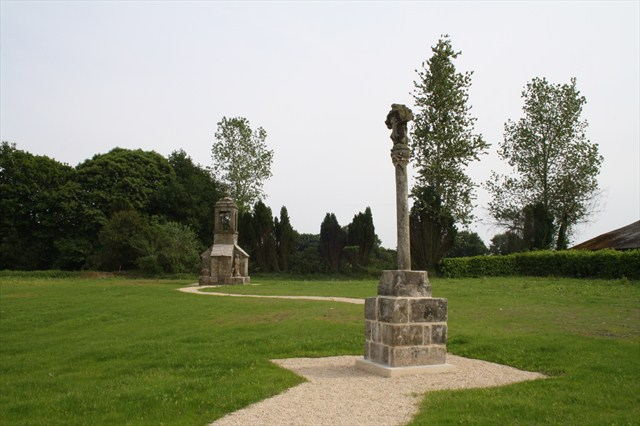
La Croix de Bouthiry et le clocheton.
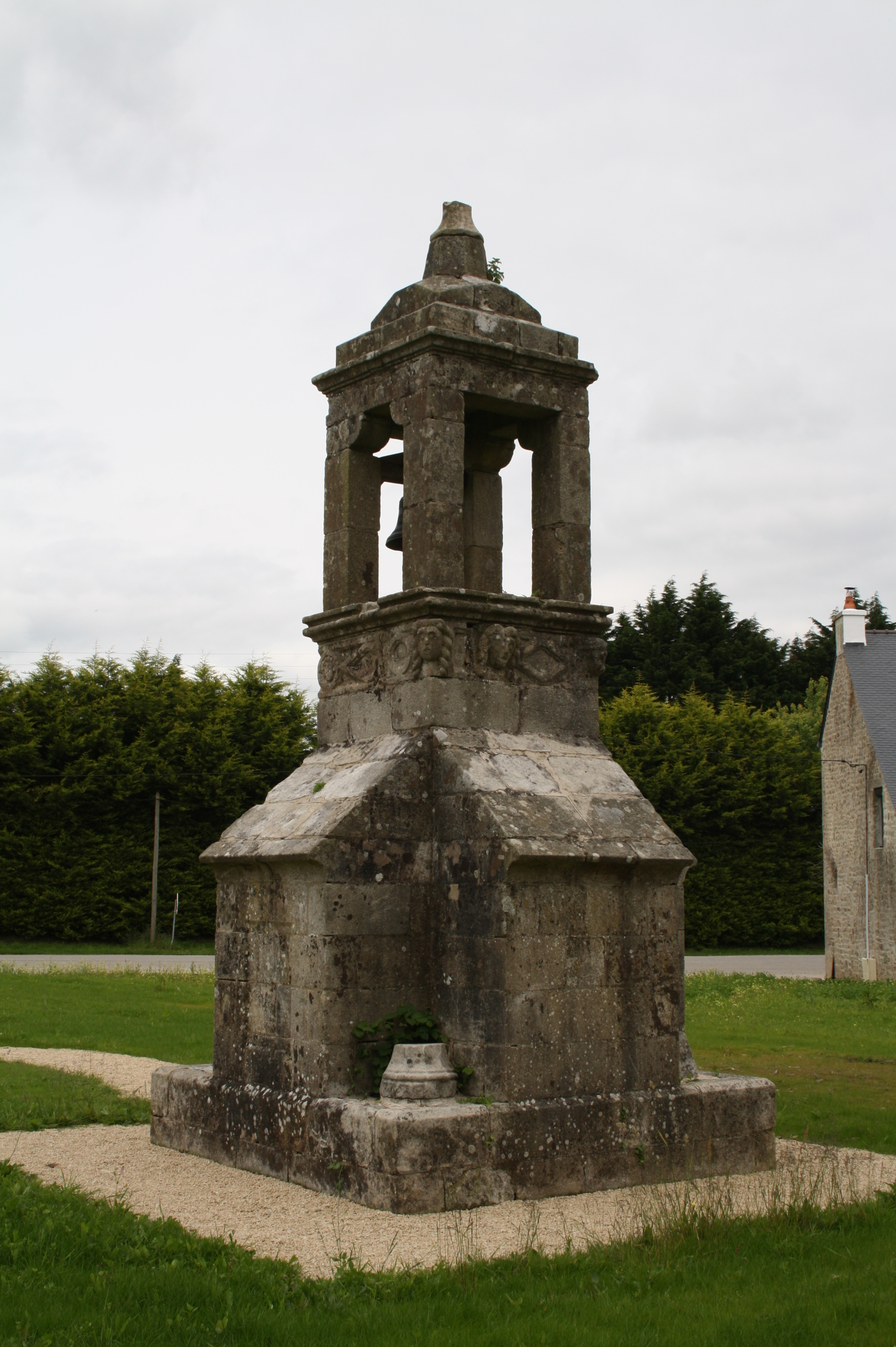
Le clocheton élevé à l'emplacement de la chapelle de Saint-Adrien de Bouthiry.

### Patrimoine civil

#### Mairie
Construite en 1932 par l'architecte Guillaume de Lorient, avec des éléments provenant de la chapelle Saint-Adrien de Bouthiry. Elle comporte deux portes, l'une sur la façade et l'autre sur le mur-pignon ouest, l'une est en anse de panier et l'autre en plein cintre encadré de pilastres.

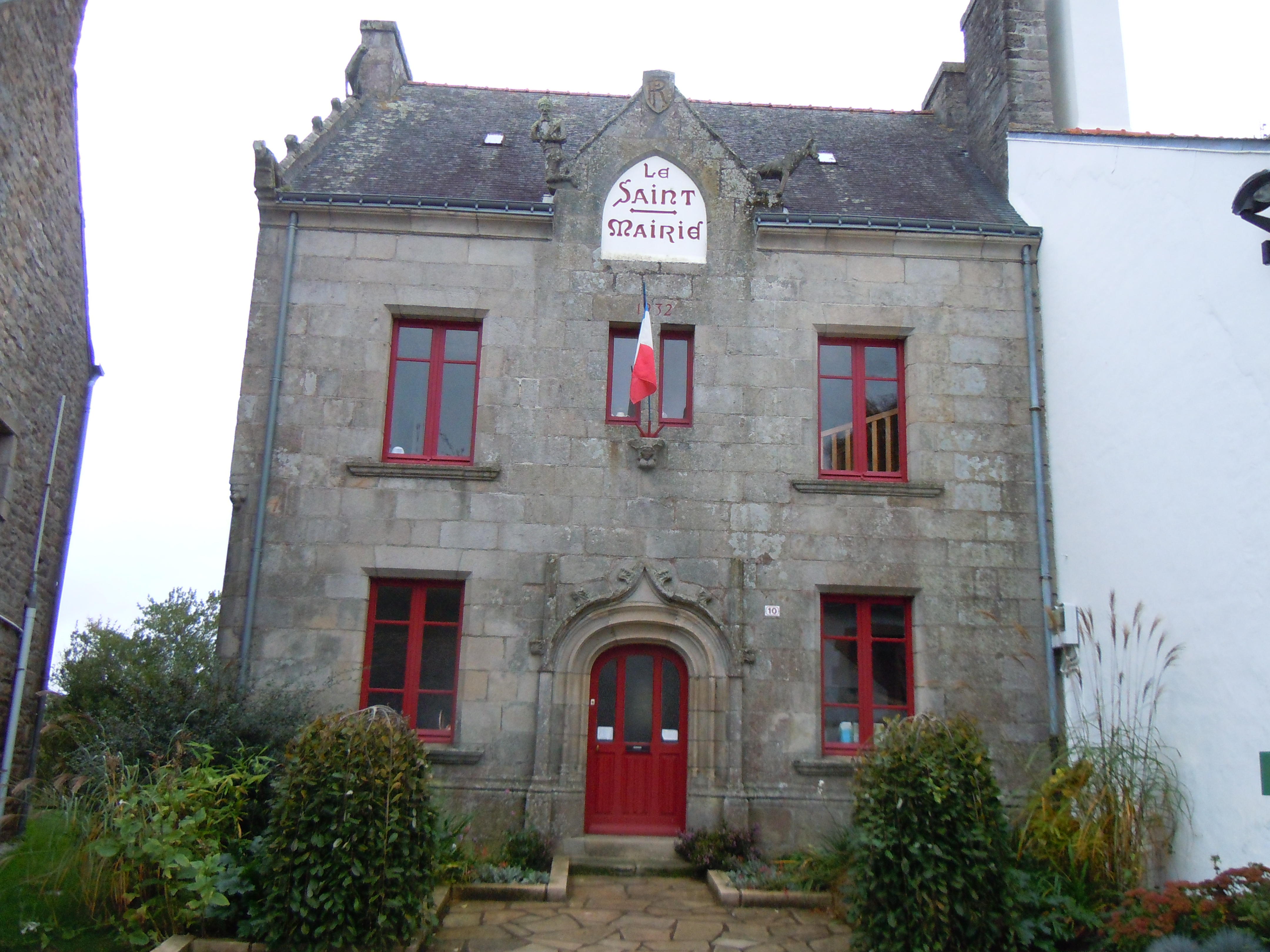
Façade de la mairie.
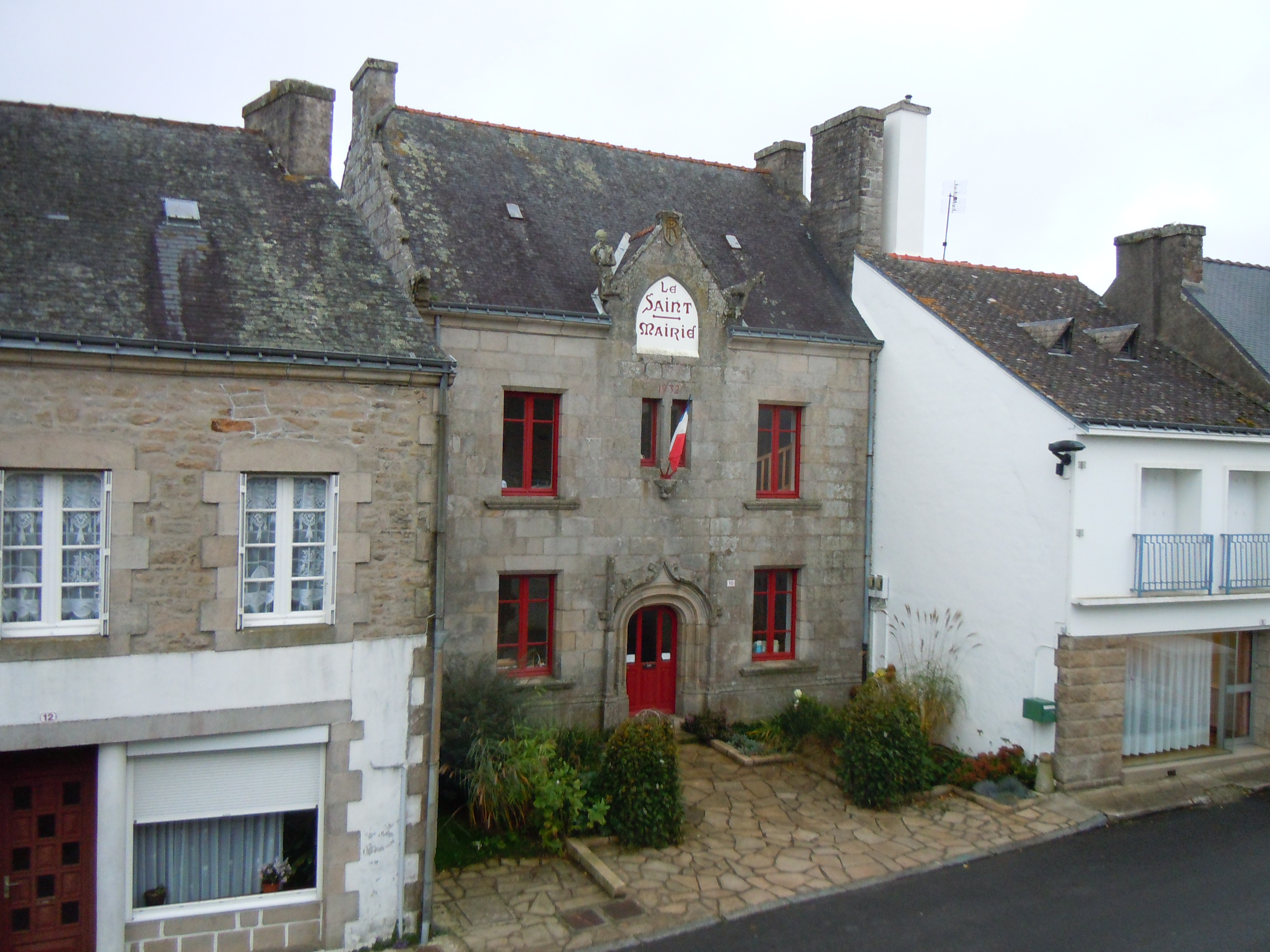
La mairie et les maisons voisines.
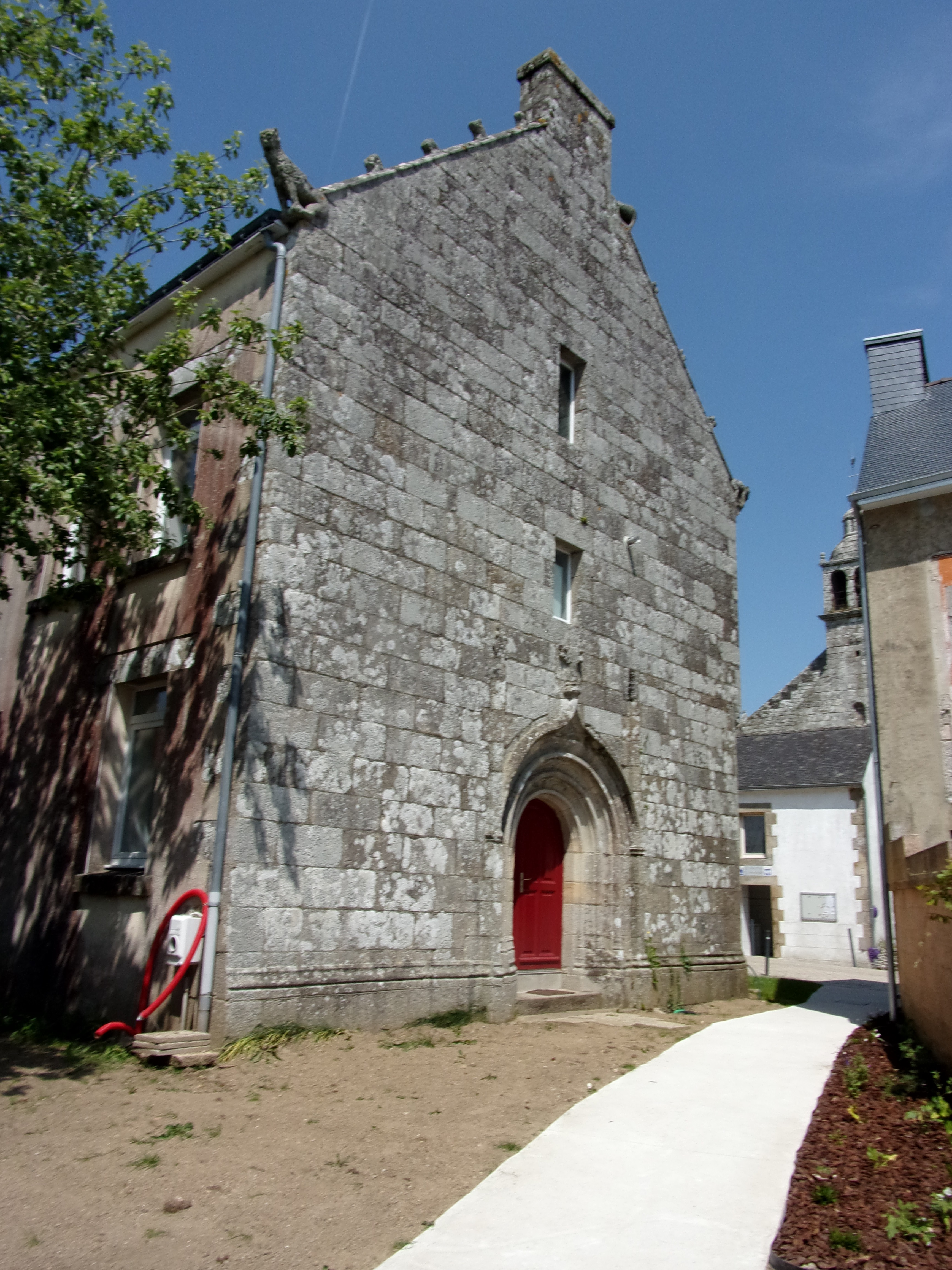
Mur-pignon ouest de la mairie.

#### Château
Le château du Saint date du XVIIe siècle, il est inscrit à l'inventaire général du patrimoine culturel. Il ne reste plus aucun vestige du château. Le logis principal, avec tour d'escalier circulaire et belles cheminées, subsistait vers 1970. Il datait de la première moitié du XVIIe siècle. Un portail avec porte cochère et porte piétonne était alors le seul vestige d'un édifice précédent datant du XVe siècle.

#### Motte castrale
La motte de la Butte-au-Trésor est inscrite à l'inventaire général du patrimoine culturel.

#### Moulins
- Les moulins du Jourdu : Les moulins du Jourdu, propriétés en 1542 du seigneur du Faouët, étaient suivi par ses domaniers du Saint[41]..
- Le moulin Morvan : Ce moulin, comme le village voisin de Quinquis, était possédé en 1541 par Auffroy de Kergoët, seigneur de Tronjoly[41].
- Le moulin Coz : C'était le moulin de Kergustiou qui dépendait du manoir de Menez Pempen au XVIe siècle qui appartenait vers 1550 à Guillaume Le Digoedec seigneur du Talhouët en Guidel[41].
- Le moulin du Duc : C'était le moulin où les paysans non assujetis à un moulin seigneurial , allaient faire moudre leur grain. Ce  moulin, qui faisait partie au XVe siècle des biens gérés par le domaine de Gourin, était à l'origine une propriété du duc de Bretagne. Au XVIIIe siècle, ce moulin appartient au seigneur du Faouët. Ce nom a supplanté celui de Ster Diffrout, pour désigner le principal affluent du Ster Laër, devenu la rivière du moulin du Duc[41].
- Le moulin du Pen (attesté dès 1644) :  Ce moulin, non cité au XVe siècle et XVIe siècle, doit son nom au patronyme Pen porté par la famille noble du manoir de Kerlinou en Langonnet en 1426 et du manoir de Lanzonnet puis celui de Lescréant en Lanvénégen. Par la suite cette famille a fait francisé son nom en de la Teste[41].

### Langue bretonne
L’adhésion à la charte Ya d’ar brezhoneg a été votée par le conseil municipal le 24 février 2005.

### Héraldique
|  | Les armoiries de Le Saint se blasonnent ainsi : D’argent au chêne arraché de sinople, le fût accosté de deux mouchetures d’hermine de sable, au chef de gueules chargé de sept billettes percées d’argent, quatre et trois. Conc. B. Le Ny-Jegat. |

## Personnalités liées à la commune
- Mgr François Morvan, sulpicien, évêque de Cayenne, né au Saint en 1922.
- Guillaume Carré dit « Bonaventure », chef chouan né au village de Bouthiry le 21 septembre 1775, décédé le 9 octobre 1816 à Châteaulin avec le grade de lieutenant-major[42].
- Paul Le Guern, barde Saintois, né à Langonnet en 1866.